# 阿尔巴尼亚
阿爾巴尼亞共和国，通稱阿爾巴尼亞，是一个位于欧洲东南部、巴爾幹半島西南部的国家。阿爾巴尼亞西临亞得里亞海和奥特朗托海峡并與義大利相望，南面與希臘接壤，東臨北馬其頓，東北是科索沃地区，北接黑山。首都是地拉那，其國際代碼為AL。在冷戰時期阿爾巴尼亞是社會主義國家，當時阿爾巴尼亞對外封閉經濟乃至基建設施嚴重落後於其他歐洲國家。實行資本主義政策初段時期，阿爾巴尼亞仍是歐洲中最不發達和收入較低的發展中國家之一，但在近年阿爾巴尼亞已有顯著的改進甚至其人均GDP生產總值已較烏克蘭、摩爾多瓦、波斯尼亞為高。
在2009年，阿爾巴尼亞正式加入北約。在2014年6月，阿爾巴尼亞成为为欧盟候選國，而在2018年6月，歐盟批准阿爾巴尼亞於2019年6月展開入盟談判。不過因為早前歐盟成員國之一的法國曾投票反對阿爾巴尼亞提早展開入歐談判，結果到了2022年7月阿爾巴尼亞才被所有歐盟成員國准許開始展開入歐章節審查進程，於2023年下旬完成了所有章節審查階段，並於2024年10月15日正式開始進行入歐談判。阿爾巴尼亞總理表示阿爾巴尼亞若入歐談判進展順利最快可望於2027至2030年期間成為歐盟成員國一份子。
阿爾巴尼亞國旗上繪有一隻黑色的雙頭雄鷹，沿自15世紀抵抗鄂圖曼帝國入侵的領袖斯坎德培的印章。該黑色雙頭雄鷹是阿爾巴尼亞民族英雄斯坎德培的象徵，故此阿爾巴尼亞也有“山鷹之國”之稱。

## 詞源
阿爾巴尼亞一詞是該國的中世紀拉丁語名稱。它可能源自被亞歷山卓的地理學家和天文學家克勞狄烏斯·托勒密所記錄之阿尔巴诺伊的伊利里亚部落（阿爾巴尼亞語：Albanët）。托勒密在公元150年起草了一張地圖，顯示了位於都拉斯東北部的阿爾巴諾波利斯市。中世紀定居點「Albanon」或「Arbanon」的名称可能沿袭了托勒密的叫法，虽然不能確定這是同一個地方。10世纪，拜占庭帝國的歷史學家邁克爾·阿塔利亞特斯第一個提到「Albanoi」參與了1043年君士坦丁堡起義，並將「Arbanitai」稱為都拉斯公爵的臣民。在中世紀，阿爾巴尼亞人稱他們的國家為「Arbëri」或「Arbëni」，並稱自己為「阿爾伯雷什人」（阿语：「Arbëneshë」）。
如今，阿爾巴尼亞人稱他們的國家為「Shqipëri」或「Shqipëria」。「Shqipëri」和「Shqipëria」這兩個詞從14世紀就已开始使用，但直到17世紀末和18世紀初，地名「Shqipëria」和族名「Shqiptarë」才逐漸取代了阿语中的「Arbëria」和「Arbëreshë」。這兩個詞通常被译為“鷹之國”和“鷹之子”。

## 历史
阿尔巴尼亚人的祖先是伊利里亞人，距今大概四千年或已在该地生活。伊利里亞人属于印欧民族，不过也有学者持不同见解。
阿尔巴尼亚曾是古希腊殖民地。公元前两世纪罗马开始进攻希腊，阿尔巴尼亚在公元前146年成为罗马共和国的一部分。4世纪末先后被东罗马帝国和斯拉夫人占领。1415年起受奥斯曼帝国统治近500年。

### 獨立初期的阿爾巴尼亞
1912年第一次巴爾幹戰爭后，阿爾巴尼亞在奥匈帝國的扶植下，11月28日宣布獨立，其目的是阻止塞爾维亞取得進出亞德里亞海的出海口。在第一次世界大戰期間先後被奥匈、義、法軍占領。1920年8月義大利撤離阿爾巴尼亞。
1924年12月艾哈迈德·佐格發動軍事政變奪取政權，四年後他自封為国王，倚靠軍隊並開啟14年的個人獨裁。之後阿爾巴尼亞在二戰前夕先被義大利王國占領。1943年義大利投降后，纳粹德國佔領該國。恩維爾·霍查領導的阿爾巴尼亞共產黨参與了抵抗運動並成為阿爾巴尼亞人主要的抵抗軸心國力量。1944年底，阿爾巴尼亞全國獲得解放。

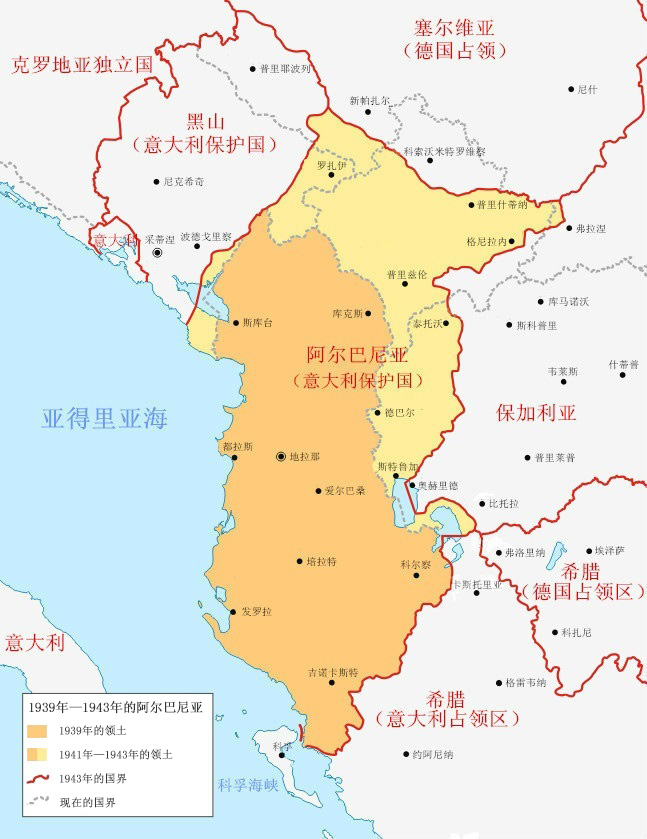
二戰時被義大利占領的阿爾巴尼亞

### 社会主义時期的阿爾巴尼亞
1944年10月20日，成立阿尔巴尼亚民主政府。1946年1月10日，废除君主制，成立阿尔巴尼亚人民共和国。1976年12月28日，改称阿尔巴尼亚社会主义人民共和国。在霍查執政期間，陸續與東方集團和其它社会主义國家建立友好關係。阿尔巴尼亚曾经接受了以上各国大量的经济和物资援助，其後卻因恩維爾·霍查認為南斯拉夫、蘇聯、中華人民共和國這三個國家正在走修正主义道路，变成了“社会帝国主义”国家，而在后来分别在1960年代至1980年代初陸續斷絕与这三個国家的来往，再加上當時的阿爾巴尼亞政府一直進行封閉所有國境行動，因而導致這段時期的阿爾巴尼亞一度陷入被國際社會孤立的局面。
1990年，阿尔巴尼亚自劳动党十届四中全会召开之后，拉米茲·阿利雅的政府开始推行政治和经济的改革，对自由經濟、反对派、宗教、媒体的严厉管制逐渐放宽，開放曾封閉已久的國境和旅遊業，与苏联和美国的外交关系恢复正常化，並先后于1990年7月和1991年3月15日与苏联和美国复交。

### 实行多党制初期的阿爾巴尼亞
1991年，阿尔巴尼亚劳动党宣布放弃一党制，实行多党制。同年4月26日，改国名为阿尔巴尼亚共和国，是东欧所有社会主義国家中最后一个结束共产党一党执政的国家，并意味着阿尔巴尼亚结束了持续46年的左派霍查主义统治。1992年，阿爾巴尼亞當局删除了阿尔巴尼亚国旗上象征共产主义的金边红色五角星。
但是在阿爾巴尼亞政府推行民主化之初，国家的经济问题依然严峻，而有组织性犯罪再加上与塞爾維亞的紧张关系，科索沃战爭及难民等也曾經是阿國社會所面對的严重问题。阿爾巴尼亞政府正積極地处理过高的失业率、普遍的贪污、荒废的基础设施、强大的与高层政府官员有关联的有组织犯罪网络以及政敌的分裂，現在已取得一定的成效。
1997年，阿尔巴尼亚因多個金字塔騙局組織破產，造成嚴峻的經濟問題，發生大规模骚乱。民眾认为政府無力解決問題，官員們更有可能是為了利益而成為騙局背後的推手。問題愈演愈烈，後來更演变成内战。动乱最终被由法国、西班牙、希腊、土耳其、罗马尼亚、奥地利、丹麦等8国组成的北大西洋公約組織（北約）维和部队平息。

### 現今的阿爾巴尼亞
2009年4月，阿尔巴尼亚與克羅地亞共同加入北约，加入北約後更是亲西方親美國路線及奉行資本主義，并与共产主义分割及推行全面西化政策，亦因如此與俄羅斯關係頗為惡劣，加入北約後標誌著阿尔巴尼亚完全成为西方阵營的一部分。
2014年6月，欧盟已接纳阿尔巴尼亚为欧盟候选国。及後於2022年7月與北馬其頓共同開始審查加入歐盟章節階段，最近阿爾巴尼亞於2024年10月開始展開加入歐盟談判，目前已進入開始談判第一階段5個章節階段。

### 历任阿爾巴尼亞领袖

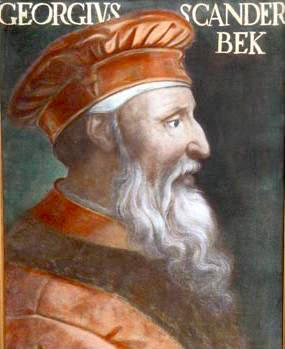
乔治·卡斯特里奥蒂·斯坎德培（1405-1468）
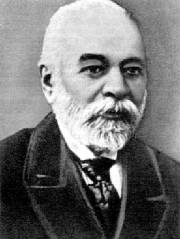
伊斯梅尔·捷马利（1844-1919）
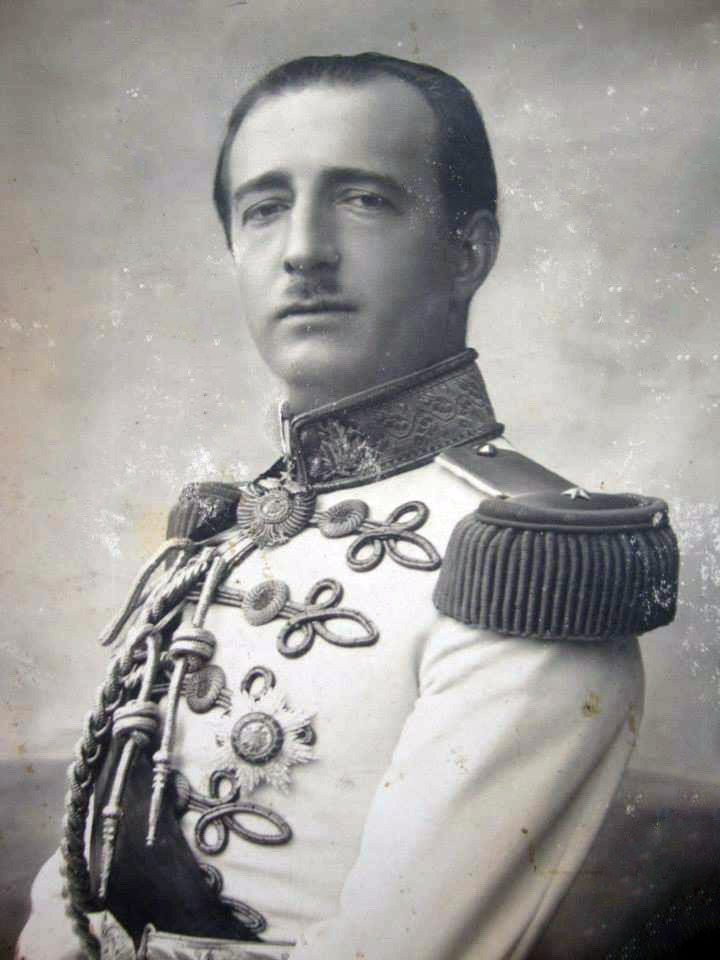
索古一世（1895-1961）
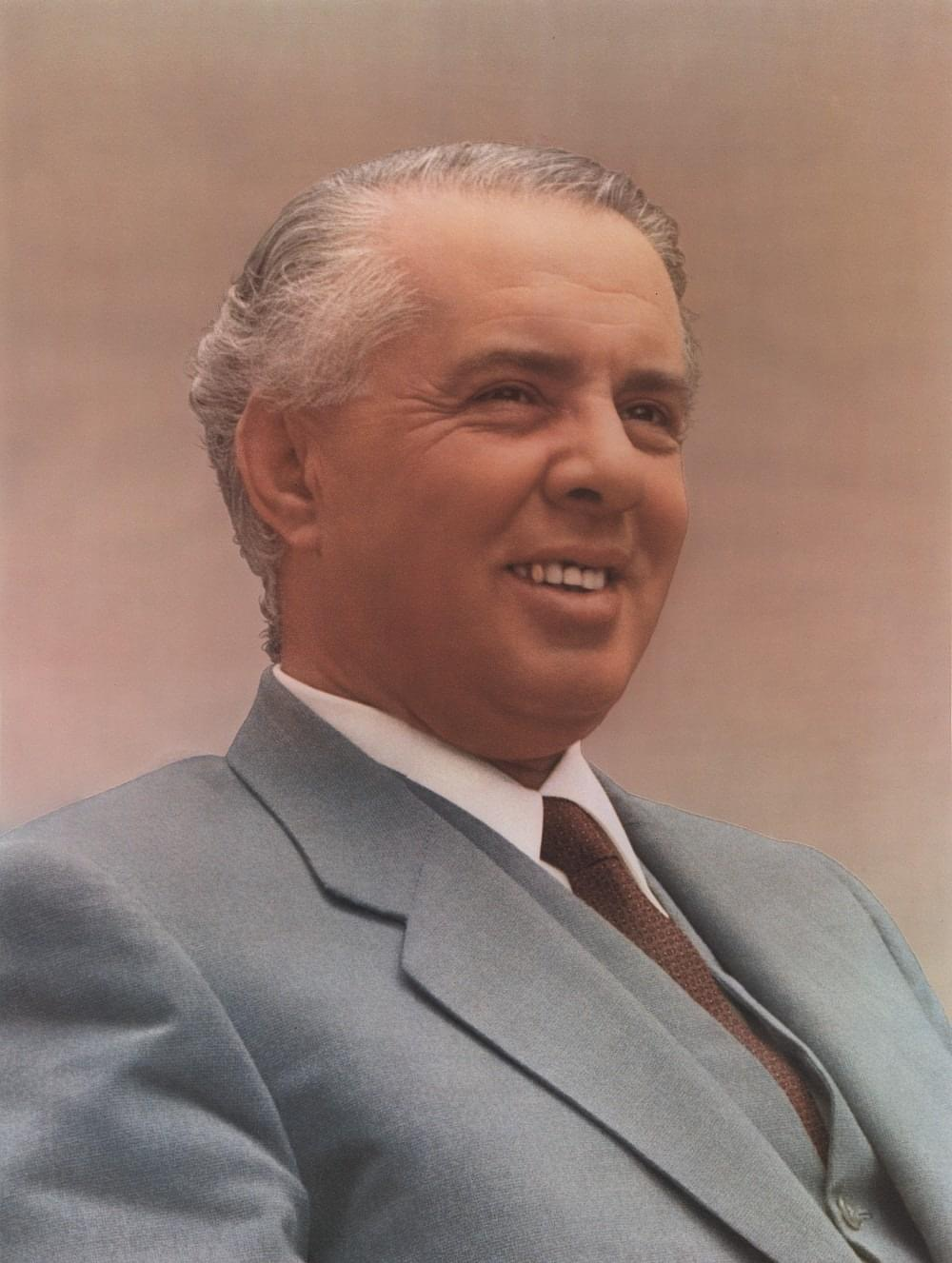
恩維爾·霍查（1908-1985）
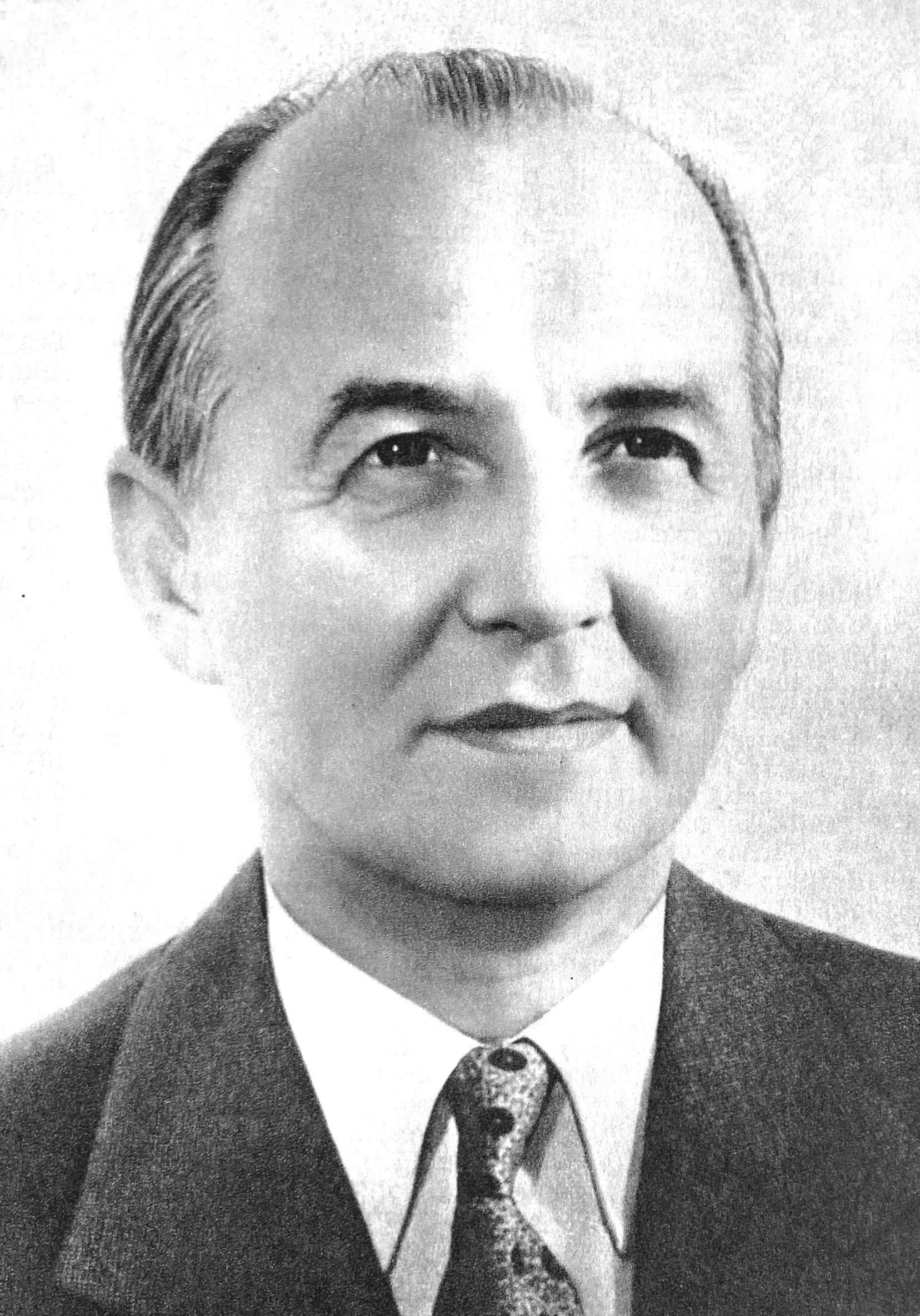
拉米兹·阿利雅（1925-2011）
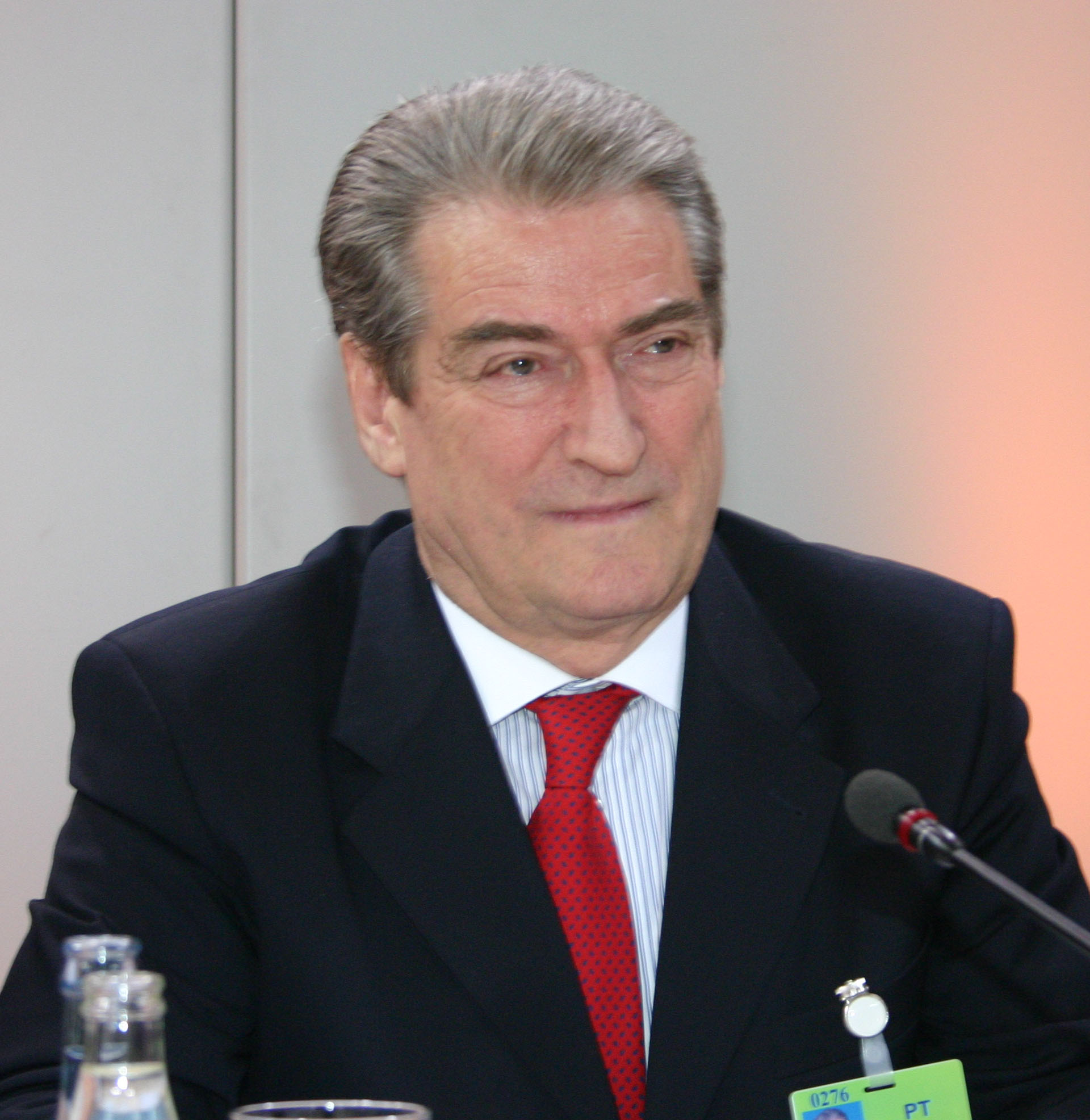
萨利·贝里沙（1944-）
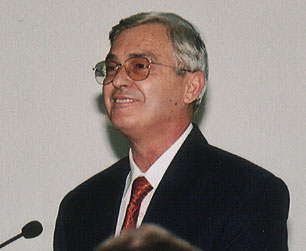
雷杰普·迈达尼（1944-）
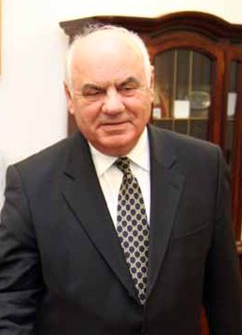
阿尔弗雷德·莫伊休（1929-）
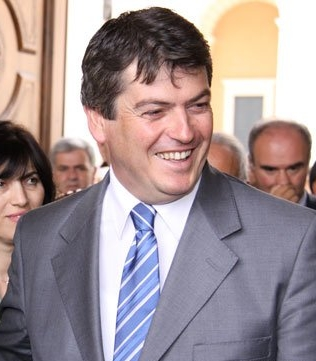
巴米尔·托皮（1957-）
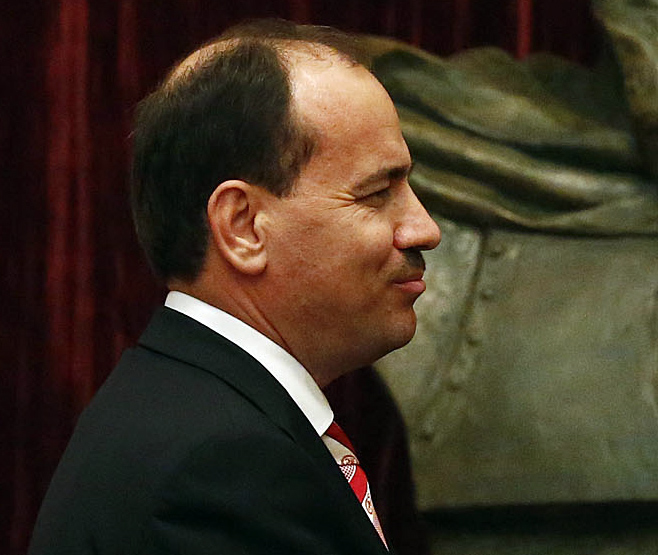
布亚尔·尼沙尼（1966-2022）
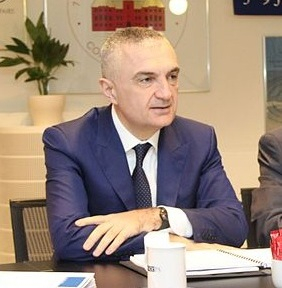
伊利爾·梅塔（1969-）

## 行政区划
阿爾巴尼亞總共有28,748平方（11,100平方英里），分為12個州（“阿爾巴尼亞語：”）。 這些州是阿爾巴尼亞行政區劃的政區，下級行政區為61個市鎮。到了2000年，36個地區交由阿爾巴尼亞12個州所管轄。
這12個州份於2000年7月31日成立，以取代36個地區。阿爾巴尼亞政府自2015年起開始實施新的行政區劃，符合城市規模的城市數目減少至61個，而農村地區被廢除。規模較小的城市劃分為社區或村莊（或）。全國共有2980個村莊或社區，以前被稱為地方。城市是阿爾巴尼亞地方治理的第一級行政區，以便於地方政府管埋和負責當地的事務。阿爾巴尼亞政府實施新的行政區劃法是作為改革城市和農村行政管理的一部分，近年該國的主要的城鎮中心地段經過地方政府的重新設計和改良，並把昔日共產時期所興建的年久失修建築物拆卸和重建；以及殘破不堪的灰色外牆塗上彩色油漆，藉此反映當地獨特的地中海建築風格和提升城市活力。
| 地图 | 州份                               | 州份                       | 州府    | 人口 (2016) | 面積 (km) |
| ---- | ---------------------------------- | -------------------------- | ------- | ----------- | --------- |
|      | 1                                  | 培拉特州 (Qarku i Beratit) | 培拉特  | 139,815     | 1,798     |
| 2    | 迪勃拉州 (Qarku i Dibrë)           | 佩什科比                   | 134,153 | 2,586       |           |
| 3    | 都拉斯州 (Qarku i Durrësit)        | 都拉斯                     | 278,775 | 766         |           |
| 4    | 爱尔巴桑州 (Qarku i Elbasanit)     | 爱尔巴桑                   | 298,913 | 3,199       |           |
| 5    | 费里州 (Qarku i Fierit)            | 费里                       | 312,448 | 1,890       |           |
| 6    | 吉诺卡斯特州 (Qarku i Gjirokastrë) | 吉诺卡斯特                 | 70,331  | 2,884       |           |
| 7    | 科尔察州 (Qarku i Korçë)           | 科尔察                     | 221,706 | 3,711       |           |
| 8    | 库克斯州 (Qarku i Kukësit)         | 库克斯                     | 84,035  | 2,374       |           |
| 9    | 莱什州 (Qarku i Lezhë)             | 莱什                       | 135,613 | 1,620       |           |
| 10   | 斯库台州 (Qarku i Shkodrë)         | 斯库台                     | 215,483 | 3,562       |           |
| 11   | 地拉那州 (Qarku i Tiranë)          | 地拉那                     | 811,649 | 1,652       |           |
| 12   | 发罗拉州 (Qarku i Vlorë)           | 发罗拉                     | 183,105 | 2,706       |           |

## 地理
阿爾巴尼亞位於巴爾幹半島的西南部，阿爾巴尼亞也會被當作為東南歐和南歐地區，北與黑山接壤、東北與科索沃接壤、東與北馬其頓共和國接壤及南與希臘接壤，西與意大利隔海相望。亞得里亞海和愛奧尼亞海組成了阿爾巴尼亞整個西部邊界。它主要位於北緯42度和北緯39度之間，東經19度和東經21度之間。領土覆蓋28,748平方（11,100平方英里），使阿爾巴尼亞成為世界上全球第144名面積大的國家。阿爾巴尼亞的海岸線長度是476 km（296 mi），並沿地中海在內的亞得里亞海和愛奧尼亞海延伸。:240

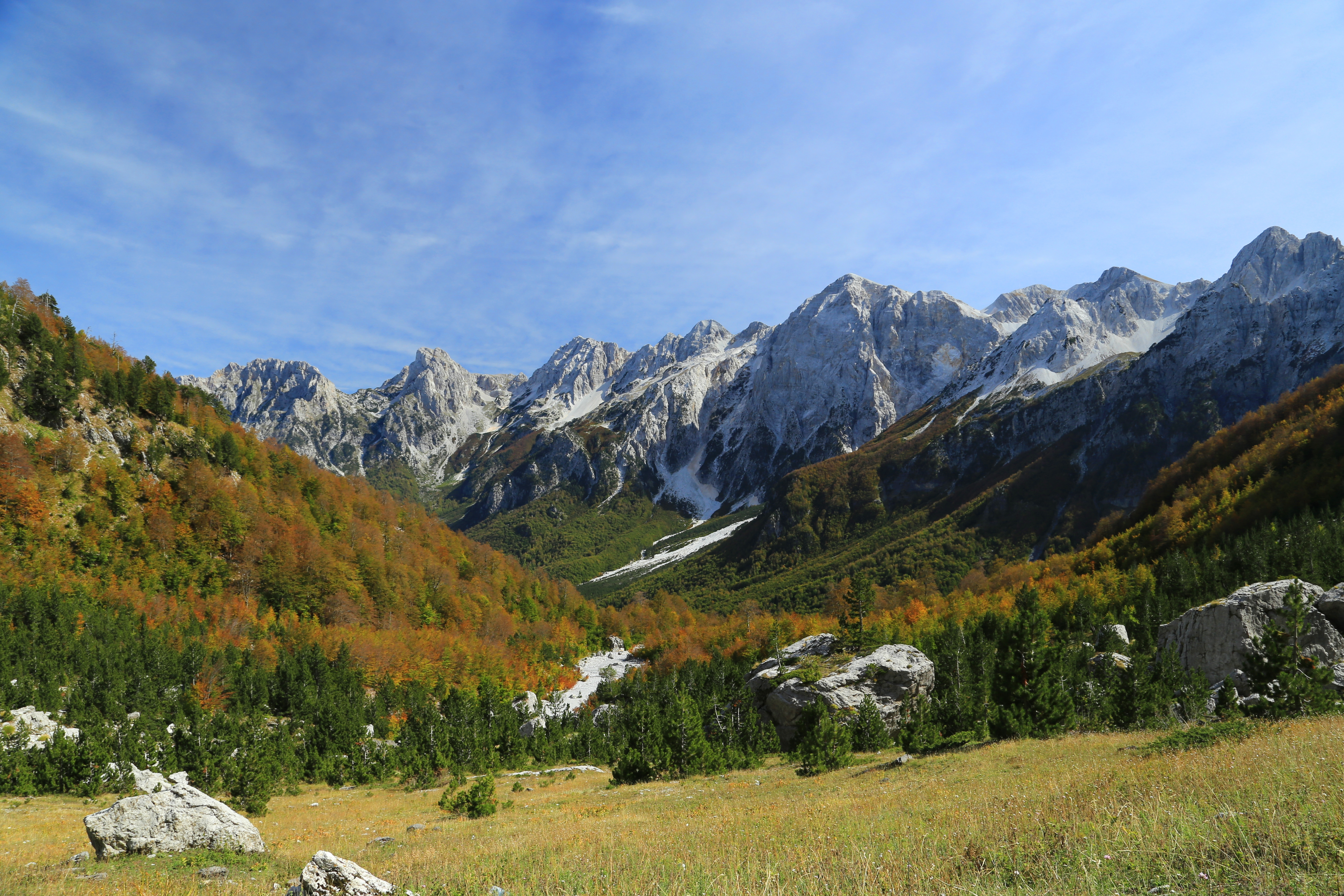
阿爾巴尼亞阿爾卑斯山是第拿里阿爾卑斯山的最南端

阿爾巴尼亞最北端是北緯42°35'34的Vërmosh，最南端是北緯39°40'0的科尼斯波尔。 最西端是東經19°16'50'處的萨赞岛，最東端是東經21°1'26'處的Vërnik。最高點是科拉比山，海跋為2,764（9,068英尺），第二高點是阿爾巴尼亞阿爾卑斯山的湖泊峰，海跋為2,694（8,839英尺）。從國土最東到最西的距離為142公里，從國土最北到最南的距離為340（211英里）。
儘管阿爾巴尼亞國土面積很小，但是國土內有很多由高山或高原、山谷、平原、峽谷和洞穴等各種自然特色。從地形上看，山脈從北向南延伸，分別有第拿里阿爾卑斯山，沙尔山脉，斯坎德培山脈，科拉比山脈在東部的品都斯山脉和位於里維埃拉沿西南部延伸的塞罗尼安山脉。

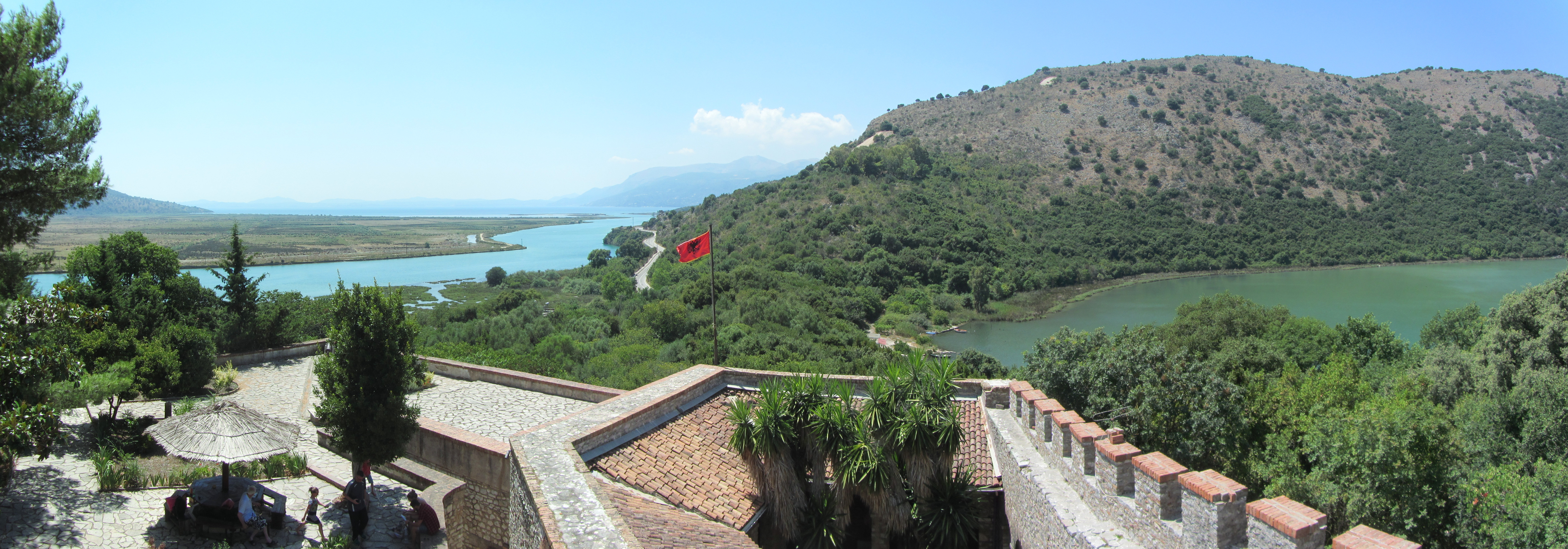
阿爾巴尼亞里維埃拉南部的布魯特湖景觀

阿爾巴尼亞的水文網絡和水資源包括南歐最大和最古老的數個淡水湖，並有兩個跨國湖泊（斯庫台湖和奧赫裡德湖）。斯庫台湖是阿爾巴尼亞面積最大的湖泊，位於阿爾巴尼亞西北部，面積為370 km2（140 sq mi）和530 km2（200 sq mi），斯庫台湖其中三分之一部分屬於阿爾巴尼亞，其餘部分則屬於黑山，阿爾巴尼亞的斯庫台湖與黑山共同管轄。斯庫台湖是東南歐之中最大的湖泊。而阿爾巴尼亞東南部的奧赫裡德湖與馬其頓共和國共同管轄，奧赫裡德湖是世界上最古老的湖泊之一。位於馬其頓和希臘邊界三角洲的普雷斯帕湖是巴爾幹半島海跋最高的湖泊，其海跋為853（2,799英尺）。阿爾巴尼亞有一個密集的河流網絡，大約有152條河流和溪流，形成了從東向西流向亞得里亞海的至少8條大型河流，當中包括了德林河，维约萨河，什昆宾河，奥苏姆河，马蒂河、埃尔曾河、凡河和塞曼河這8條河流。

### 氣候

阿爾巴尼亞柯本氣候分類法的氣候區分佈.
炎熱夏季地中海氣候
溫暖夏季地中海氣候
溫亞熱帶濕潤性氣候
海洋性氣候
濕潤大陸性氣候
副極地氣候

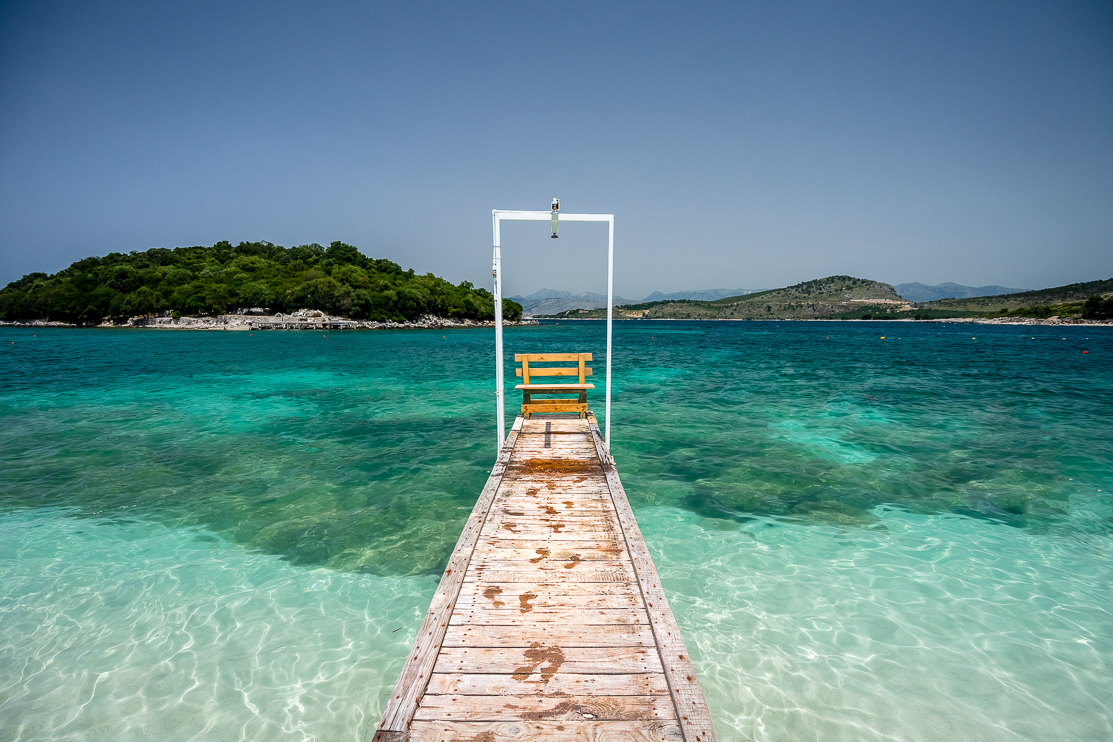
克萨米尔屬於地中海氣候

根據柯本氣候分類法，阿爾巴尼亞全國一共分為五大氣候類型。包括溫帶地中海氣候、溫亞熱帶氣候、海洋性氣候、溫帶大陸性氣候以及副極地氣候。由於阿爾巴尼亞西岸地區受亞得里亞海和愛奧尼亞海的海風調節，冬季相對和暖而夏季也相對涼爽；另外因為阿爾巴尼亞的高地阻擋海風深入內陸地區，內陸地區的冬季十分寒冷而夏季又非常炎熱。整個國家都處於中緯度上，四季分明。沿岸地區的氣候通常是地中海氣候，而在高地是亞寒帶溫帶大陸性氣候。在西部低地和內陸高原，氣溫從北向南和東向西遞增。中北部平地冬季平均最低氣溫約為0 °C（32 °F）左右，夏季平均最高氣溫約為24 °C（75 °F）左右；而在南部平地，冬季的平均最低氣溫約為5 °C（9 °F）左右，夏季平均最高氣溫約為30 °C（86 °F）左右。在夏季，全國溫差普遍大於5 °C（9 °F），而冬季則略少。
阿爾巴尼亞每年平均降水量從750（29.5英寸）到1,500（59.1英寸）以下，南部的低地和東部內陸城鎮降水平均值較少，只有約500至800mm；北部山區則較多，約2000mm或以上。在冬季時降下阿爾巴尼亞全年約95％的雨或雪，北部和東部高山地帶的降雨和雪日數相對較多，南部平地和西部沿岸地區降雨和雪日數相對較少，有時北部和東部山區或城鎮會出現暴風雪天氣，而西部沿岸地區則常受到寒潮所產生的猛烈西北風吹襲；在夏季時除北部山區以外的地區大多處於炎熱和乾燥狀態（除了東部山區和相關城市外，例如佩什科比、科爾察、庫克斯等），很少會出現降雨，且大多降雨為午後熱對流活動所產生的短暫雷陣雨。雖然沒有阿爾巴尼亞氣象局官方完整的山區降水量資料和記錄，但估計不同地區的降水量差異很大，年平均值可能約為1,800（70.9英寸），並且可能高達2,550（100.4英寸）。然而，第拿里阿爾卑斯山的西部是歐洲最潮濕的地區之一，每年降水量可以高達3,100 mm（122.0英寸）。沿岸地區降水量的季節性變化也可以很大，中部高地的降水量少於北部高地。地形差異造成不同地方降水量廣泛的變化，但降水量季節性的變化是任何地區最一致的，呈冬季多雨雪夏季乾燥少雨型態。2009年，科羅拉多大學的考察團隊在第拿里阿爾卑斯山內發現了四個小冰川。這些小冰川在2,000（6,600英尺）的相對較低的海跋形成，對於這樣的中緯度地區來說在此海跋出現冰川幾乎是獨一無二的。

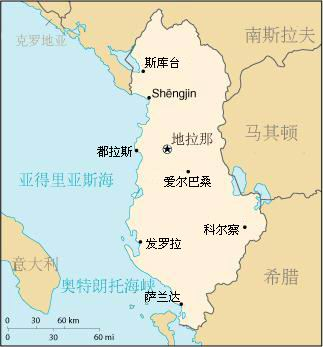
阿爾巴尼亞地圖
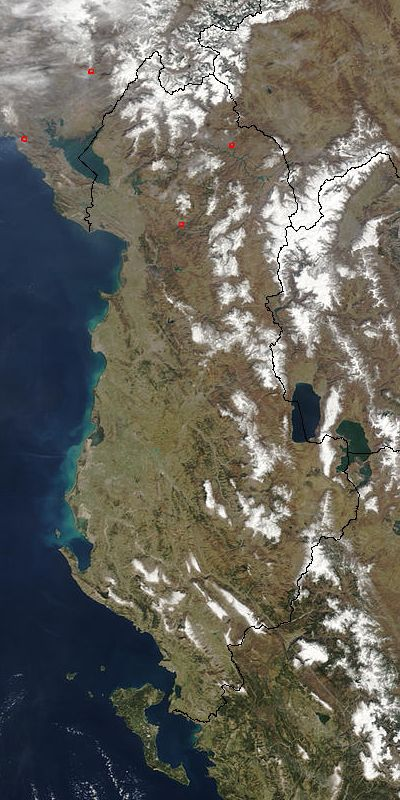
阿尔巴尼亚卫星照片

## 政治

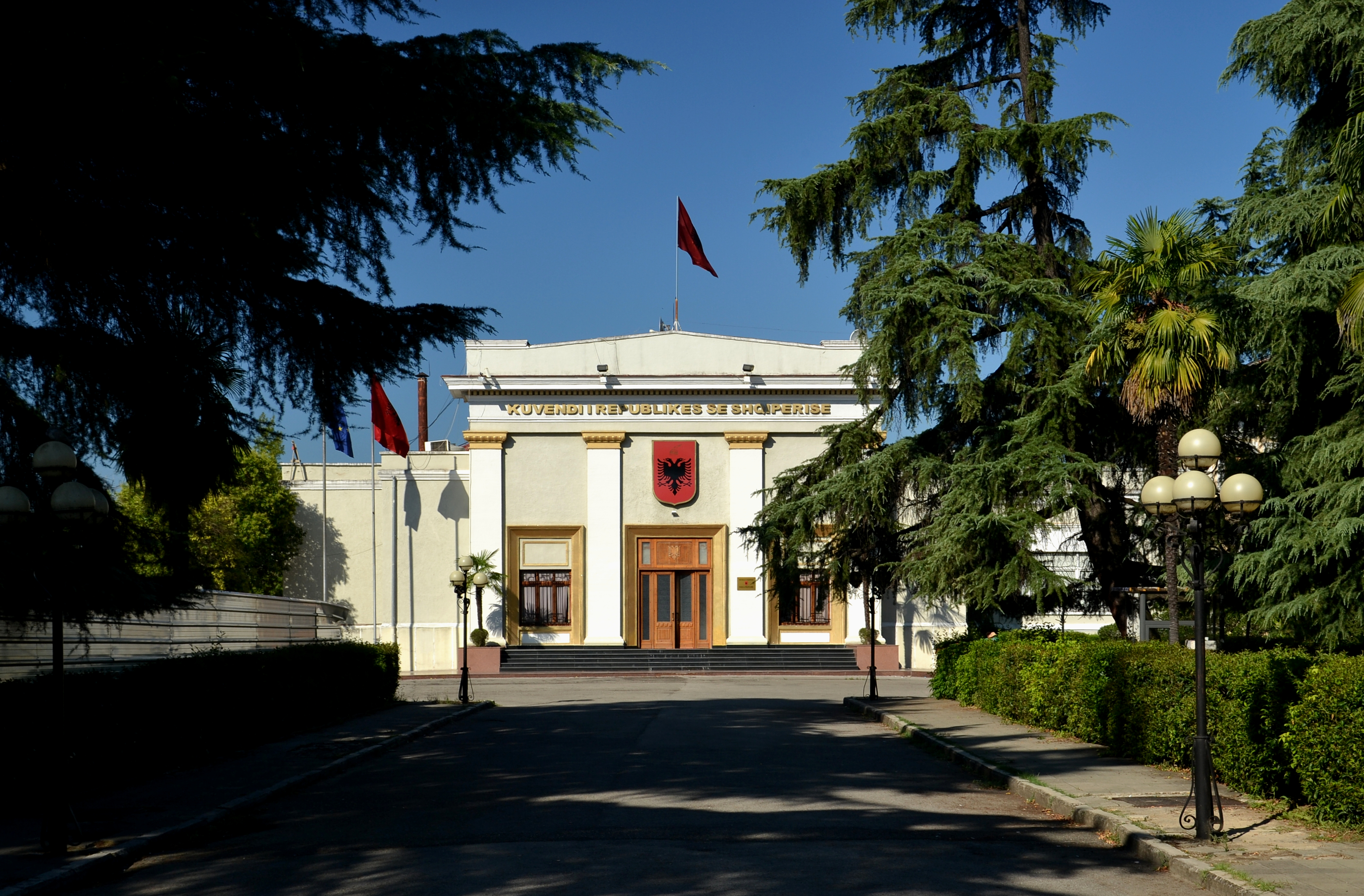
阿尔巴尼亚议会大楼

自1912年宣告独立以来，阿尔巴尼亚上演了复杂的政治体制变革，先后经历君主制与共产政权，并最终確立了民主制度。
1988年，阿尔巴尼亚过渡为主权独立、实行议会民主制的共和国。政府在《阿尔巴尼亚宪法》范围内运作，采取分权原则。
阿尔巴尼亚实行议会民主制和多党制。总统是国家元首，总理是政府首脑，由阿尔巴尼亚议会选举产生。议会的140名主要成员由阿尔巴尼亚人民直接投票选举产生，任期為4年。总统经当选总理推荐任命部长。
而總理選舉為間接選舉，由國民於議會大選年競選期間投票給任何一個政黨，當中獲得最多票數政黨的候選人為之勝出；另外總統選舉則由國會議員投票選出。

### 宪法
1946年3月，阿尔巴尼亚制宪会议通过共和国第一部宪法。1976年12月改名为“阿尔巴尼亚社会主义人民共和国”之后，议会通过《阿尔巴尼亚社会主义人民共和国宪法》。1990年底开始实行多党制后，这部宪法即终止执行。1991年5月，首届多党议会通过的《宪法要则》，在7年中起着临时宪法的作用。1998年11月12日，举行了新宪法的全民公决，50.57%的选民参加投票，其中93.5%表示赞同，同年11月28日，时任阿尔巴尼亚总统雷杰普·迈达尼签署新宪法，新宪法《阿尔巴尼亚共和国宪法》正式通过。

### 政党
目前阿尔巴尼亚全国注册的政党有60余个，正式参与竞选活动的有37个政党和1个政党联盟。主要政党有：
- 阿尔巴尼亚社会党（现为执政党）
- 阿尔巴尼亚民主党（现为最大在野党）
- 阿尔巴尼亚社会民主党
- 阿尔巴尼亚共和党
- 阿尔巴尼亚新民主党
- 阿尔巴尼亚民主联盟党

## 能源

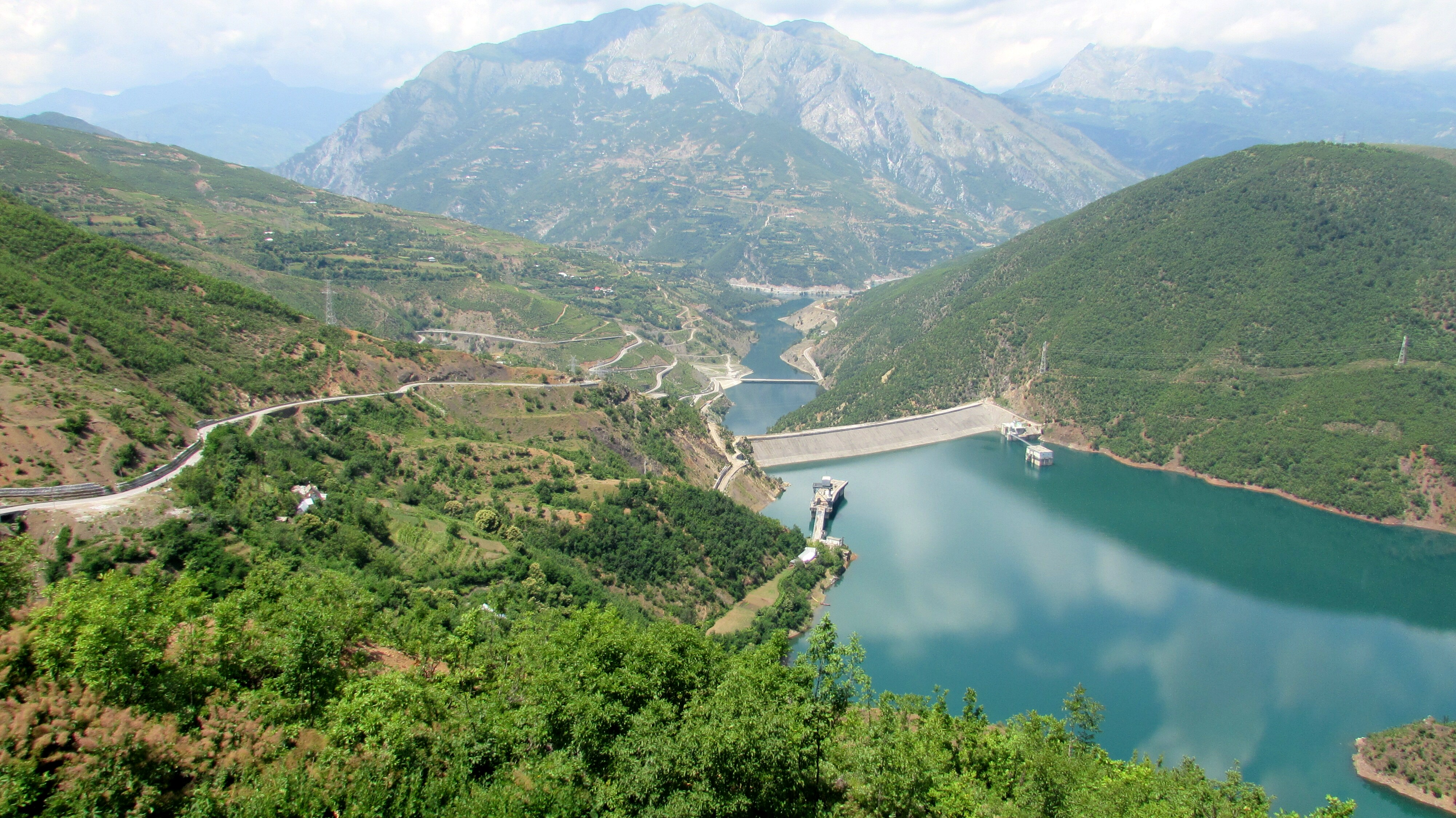
Fierza水庫是1978年Fierza水電站建造的結果

阿爾巴尼亞主要依靠水電，是世界上主要的水電生產國之一，按水電來源（佔總量的百分比）計算。而且全國約95％的能源生產皆由水電站提供。當中有Fierza、Koman、Skavica及Vau iDejës位於德林河。由於地理位置優越，河流在全國電力生產中發揮著重要的作用。
阿爾巴尼亞和克羅地亞兩地政府已經討論了在靠近黑山邊界的一帶地區共同建造一座核電廠的可能性，雖然這個計劃收集了不少資料但因為鄰近黑山一帶地震頻仍而造成批評。2009年2月，意大利公司Enel宣布計劃在阿爾巴尼亞建設一座800兆瓦的燃煤電廠，以實現電力來源多元化。
阿爾巴尼亞Devoll水電公司，由挪威挪威國家電力公司 ( Statkraft )擁有和經營，目前在代沃尔河附近建造兩座水力發電廠Banjë和Moglicë。預計完成後，Moglicë水電站將成為世界上海跋最高的水電站。“代沃尔水電項目”是巴爾幹半島最大的水電投資之一。預計這兩座發電廠將於2016年和2018年竣工。建成後，年產量將達到729吉瓦時，阿爾巴尼亞的水力發電量將增長近17％。

## 外交
自從東歐民主化浪潮在1990年代初直捲阿爾巴尼亞，阿爾巴尼亞政府亦打破霍查時期的鎖國和封閉局面，並開拓全面開放的外交方針。由1991年以來至今的阿爾巴尼亞政府一直奉行务实的外交政策，主張优先发展和西方国家的关系，谋求加入欧盟，寻求欧美国家对阿经济改革和政治上的支持，促進加快阿爾巴尼亞和欧洲各国实现一体化进程，並致力保障鄰國科索沃的主權取得國際承認。同时阿爾巴尼亞政府亦积极参加东南欧区域合作，并努力发展和改善同周边国家的睦邻关系，发展與其他地区国家的友好合作关系，并积极开展在国际组织中的外交活动。與世界上许多国家进行了总统、政府、议会等多级别的访问和接触，簽訂多項經貿和旅遊業合作議案，外交活跃。
截至目前，阿尔巴尼亚与169个国家建立了外交关系，并加入了48个国际组织，1955年12月14日，阿尔巴尼亚加入联合国。1992年，阿尔巴尼亚加入伊斯兰合作组织。2009年，阿尔巴尼亚加入北约。2014年6月阿爾巴尼亞已成為歐盟候選國。
冷战期间，阿尔巴尼亚先后与南斯拉夫、苏联、中华人民共和国等社会主义国家建立友好关系，与美国等西方国家处于敌对状态。但因为阿尔巴尼亚实行“不与修正主义和帝国主义接触”的外交政策，先后断绝与南斯拉夫、苏联和中国的来往，导致阿尔巴尼亚一度陷入被国际社会孤立的局面。直到1985年以后才有所好转。

### 阿中关系
1949年11月23日，阿尔巴尼亚和中华人民共和国建交。1958年至1978年间，中华人民共和国对阿尔巴尼亚进行了长期的经济援助。1976年，毛泽东逝世和“四人帮”垮台后，霍查公开批判华国锋政府实行“修正主义和资本主义”，阿中关系开始恶化，中华人民共和国取消了对阿尔巴尼亚的援助。1983年两国开始改善关系。1991年1月，阿尔巴尼亚外交部长马利列访问北京，这是阿中交恶后第1位访华的阿尔巴尼亚官员，這意味着阿中关系正式恢复正常化，在90年代初至2000年代末两國關係一直保持友好狀態。但近年阿爾巴尼亞政府把外交政策著重於發展西歐各國和美國關係，加上在科索沃外交承認問題上與中國政府有很大的分歧，以及阿爾巴尼亞先後在2009年加入北約和在2014年獲接納成為歐盟候選國，使阿中兩國關係再次趨於冷淡。

### 阿美和阿俄（苏）关系
1990年，阿尔巴尼亚劳动党十届四中全会之后，阿尔巴尼亚与美国和苏联才有接触，7月与苏联复交。并于共产黨倒台前的1991年3月15日与美国复交，意味着阿尔巴尼亚打破了40多年之久的仇外政策，为阿苏和阿美关系翻开新的一页。苏联解体之后，阿尔巴尼亚和俄罗斯继承关系。不過，阿爾巴尼亞政府與俄羅斯關係較差，例如在2018年阿爾巴尼亞政府響應以美國為首的驅逐俄羅斯外交官行動，而阿爾巴尼亞人對俄羅斯的觀感也較為負面。
自從1990年阿爾巴尼亞民主化以來，阿爾巴尼亞政府與美國的關係大幅改善。現在雙方經貿旅遊教育往來頻繁，美國各種文化也在阿爾巴尼亞大受歡迎。而大部分的阿爾巴尼亞人基於美國總統克林頓出兵支持科索沃戰爭的阿族游擊隊一事之後，對美國帶有更強烈好感，值得一提是阿爾巴尼亞和科索沃更是整個世界上最親美的兩個國家，不僅政府親美連帶國民也有親美立場，分別有80%(阿爾巴尼亞)和87%(科索沃)全國受訪人口對美國政府和文化有好感或正面評價。

### 阿爾巴尼亞與其他巴爾幹半島國家關係
阿爾巴尼亞和塞爾維亞關係惡劣，雖然近年兩國關係有所改善，但兩國政府和人民也就科索沃主權各持己見，並不時發生嚴重政治甚至是鄰近科索沃北部邊境領土衝突。
阿爾巴尼亞和科索沃的關係相當友好，由於科索沃有95%的人口為阿爾巴尼亞人和科索沃的阿爾巴尼亞人歷史起源。因此幾乎所有阿爾巴尼亞政府和人民都會視科索沃為祖國，即使非阿爾巴尼亞民族主義者和主張與塞爾維亞和睦共處的阿爾巴尼亞人一般也會視科索沃為獨立國家。
阿爾巴尼亞和克羅地亞的關係良好，雖然兩國人民信奉的宗教信仰不盡相同（阿爾巴尼亞人主要信奉伊斯蘭教，而克羅地亞人主要信奉天主教）。不過兩國民間在文化交流方面極為積極，兩國政府不時會在政治、經濟、旅遊以至科索沃主權方面的立場達成一致的共識。
阿爾巴尼亞和希臘關係一般，希臘政府堅決支持阿爾巴尼亞加入歐盟的進程，但希臘政府也特別關注在阿爾巴尼亞南部居住的希臘族群權益，在阿爾巴尼亞管治的北伊庇魯斯地區有數萬（阿爾巴尼亞人口普查）至30萬（希臘人社區宣稱）左右希臘人社區分佈，這些希臘人社區當中有部分激進希臘人團體強調伊庇魯斯脫離阿爾巴尼亞管治的立場，不時令兩國民間關係緊張。不過到了2010年代阿爾巴尼亞和希臘的關係是兩國於1971年建交以來最好。
阿爾巴尼亞和羅馬尼亞關係良好，兩國在北約、歐盟等議題上合作無間。
阿爾巴尼亞和土耳其關係良好，兩國在民間事務合作無間，尤其是教育、經濟、交通等議題。

## 经济

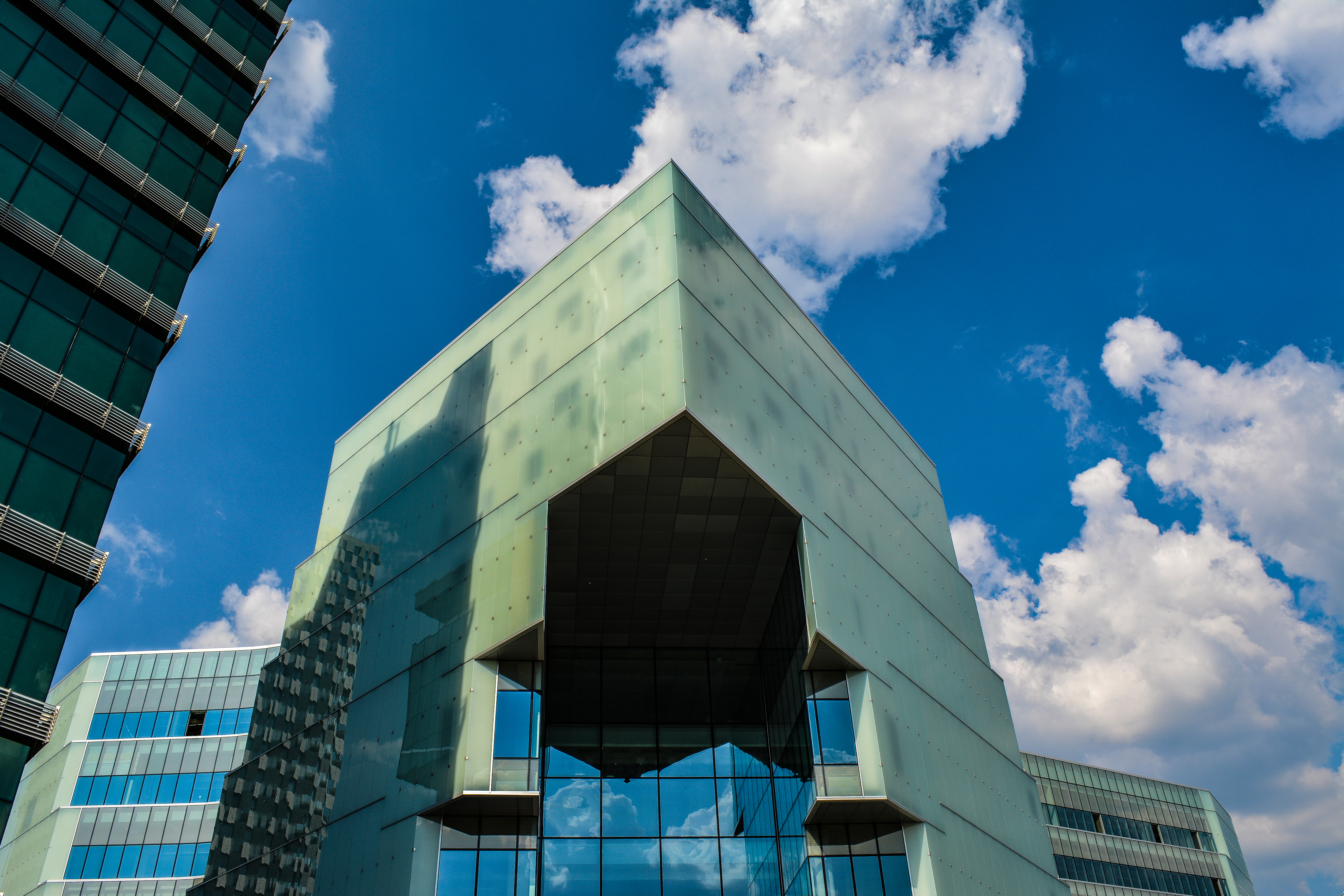
地拉那是該國的經濟中心。這是在國內運營的國內外主要公司的所在地

從劳动党执政時期政府推行社會主義的計劃經濟到現在資本主義政府推行的混合經濟的過渡在很大程度上是成功的。阿爾巴尼亞是一個發展中國家和混合經濟，它被世界銀行歸類為中高收入經濟體。阿爾巴尼亞2016年失業率為14.7％，是所有巴爾幹半島國家中失業率排名第四位。阿爾巴尼亞最大的貿易夥伴是意大利、希臘、中國、西班牙、科索沃和美國。阿爾巴尼亞列克（ALL）是阿爾巴尼亞的法定貨幣，國際匯率大約是每1歐元兑132,51列克（固定匯率）。
地拉那和都拉斯都是阿爾巴尼亞的經濟中心，地拉那也是貿易、銀行、金融、交通、廣告、法律服務、會計和保險的重心。主要的公路和鐵路均貫穿這兩大城市，並連接北部、南部、西部與東部。在阿爾巴尼亞最大規模的公司名單中，有石油TaçiOil、Albpetrol、ARMO及Kastrati，礦產AlbChrome，水泥Antea，投資BALFIN集團和技術Albtelecom、沃達豐阿爾巴尼亞及One Telecommunications等。
2012年，阿爾巴尼亞的人均國內生產總值為歐盟所有成員國平均值的30％，而人均國民生產總值為35％。阿爾巴尼亞是歐洲在全球金融危機之後於2010年第一季度錄得經濟增長的三个國家之一。國際貨幣基金組織預測2010年阿爾巴尼亞增長2.6％，2011年增長3.2％。根據福布斯截至2016年12月的數據，阿爾巴尼亞的國內生產總值增長2.8％。貿易平衡為-9.7％，失業率為14.7％。近年來，隨著政府通過財政和立法改革，開始實施一項雄心勃勃的改善商業環境的計劃，外商直接投資大幅增加。隨著國民消費回升和投資強勁，預計經濟短期內將顯著擴張。預計2016年經濟增長率為3.2％，2017年為3.5％，2018年為3.8％。

### 改革之初的經濟問題
阿尔巴尼亚曾經是欧洲最贫穷的国家之一，當時全国約一半的人口依然从事农业种植，但近年其經濟比重比例減少，大約只有20%左右，而且著重於旅遊業和其他第三產業發展。全國大約五分之一的人口在国外工作。国家面临的经济问题主要是較高的失业率，而國內整體失業率約10%至15%左右。雖然過去的阿爾巴尼亞一直依賴農業和重工業，但從事農業的人大多是在用過時的設備及方法來耕作，這阻礙了阿爾巴尼亞的經濟發展。
因為共產政權倒台後起初阿爾巴尼亞國內的貧窮、貪腐、內亂問題十分嚴重，所以阿尔巴尼亚政府在上世紀90年代曾接受了不少外国的经济援助，而主要援助国包括中華人民共和國、希腊、意大利及土耳其。隨著國家經濟持續改善、旅遊業發展蓬勃、治安日益穩定，現時阿爾巴尼亞政府基本上已不再需要歐盟以外的外國經濟援助。
阿爾巴尼亞全國出口產品较少，主要出口肉類、工業原材料、天然資源等，而進口主要来自鄰國希臘和意大利。進口货物的资金主要来自于经济援助和在国外工作的阿爾巴尼亞移民所带回来的收入。希臘政府也通过非正式地向阿尔巴尼亚公民贩卖希腊签证。隨着國家在1990年代民主化後，阿尔巴尼亚公民亦開始有自由出入境和出國旅遊或經商的权利，但為阿爾巴尼亞公民提供免簽證的國家仍不多，目前已增加至122個國家為阿爾巴尼亞人提供免簽証旅遊待遇。正因如此，希臘和意大利在阿尔巴尼亚的主要城市都设有签证机构，一度在阿尔巴尼亚公民自由出入欧盟國家的问题上经常发生非正面冲突，現時情況已逐步改善。

## 社會

### 醫療與健康

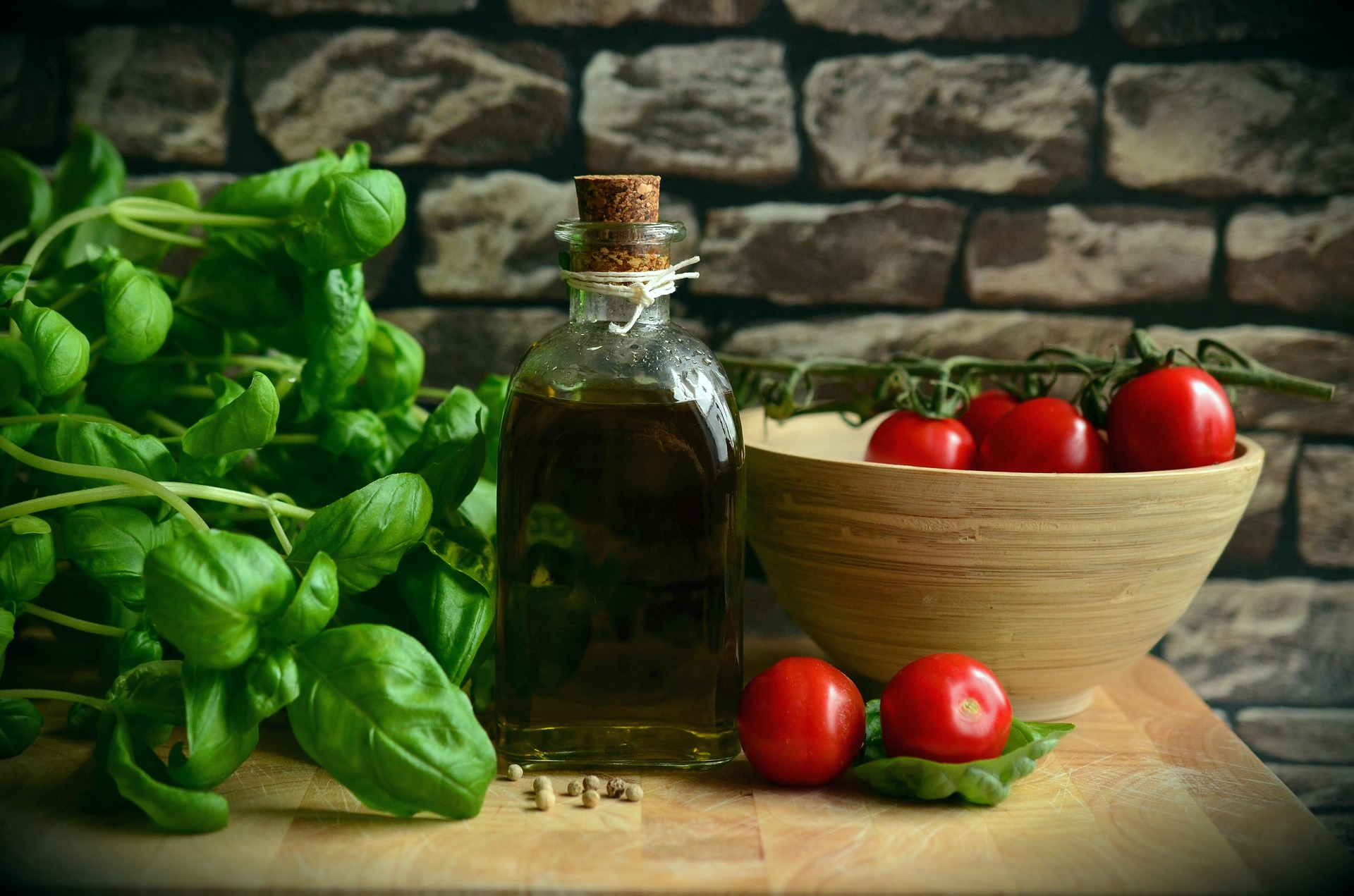
阿爾巴尼亞食品的特點是使用蔬菜和橄欖油

阿爾巴尼亞擁有衛生部運行的普遍保健制度。據世界衛生組織的統計，在2000年阿爾巴尼亞已經名列世界前55位最佳醫療服務表現。雖然阿爾巴尼亞共產主義政權的垮台後的數年醫療服務和制度曾一度陷入崩潰狀態，但是自2000年以來至今醫療服務和制度一直在改革和完善化。在2000年阿爾巴尼亞共有51家醫院，其中包括軍醫和專科設施。最常見的死因是循環系統疾病，其次是癌性疾病。人口和健康調查於2009年4月完成了一項調查，詳細介紹了阿爾巴尼亞的各種衛生統計資料，包括男性變性手術、墮胎和其他方面。死亡的主要原因是心血管疾病、創傷、癌症和呼吸道疾病。目前阿爾巴尼亞已經成功地剷除了瘧疾等疾病。
現時阿爾巴尼亞預期壽命估計為77.8歲（男性為75.1歲，女性為80.7歲），排名第37名，超過一些歐盟國家，包括斯洛文尼亞、愛沙尼亞、波蘭、匈牙利和斯洛伐克等國家。阿爾巴尼亞的嬰兒死亡率估計在2022年每千活產死亡9人。
在2022年monitor網站發布的肥胖數據，若不計跨洲國家土耳其，阿爾巴尼亞以56.5%肥胖率排名為全歐洲第10名最肥胖國家之一，更高於歐盟27國平均的50.6%。與其他歐洲國家相比，阿爾巴尼亞國民的肥胖率屬於歐洲偏肥水平，比意大利、法國、荷蘭這些西歐國家的國民還要肥胖。雖然阿爾巴尼亞國民受地中海飲食文化影響會攝取蔬果類食品，但不足以抵消他們每日攝取大量漢堡包、烤雞、薯條等三高致肥食物，再加上阿爾巴尼亞國民上班和上學也喜歡搭乘交通工具或是駕駛難以消耗脂肪，導致阿爾巴尼亞肥胖問題開始與英國、匈牙利、克羅地亞看齊。

## 军事
阿尔巴尼亚军事部门（簡稱FASH）是阿尔巴尼亚自1912年独立之后组织的正规军事部门，其最高指挥为阿尔巴尼亚总参谋部，总参谋部之下则是陆军司令部、海军司令部、防空司令部、后勤部以及训练和教学部。
而在2009年加入北約後，阿爾巴尼亞的軍事部門會參加北約定期舉辦的軍演和常規訓練。

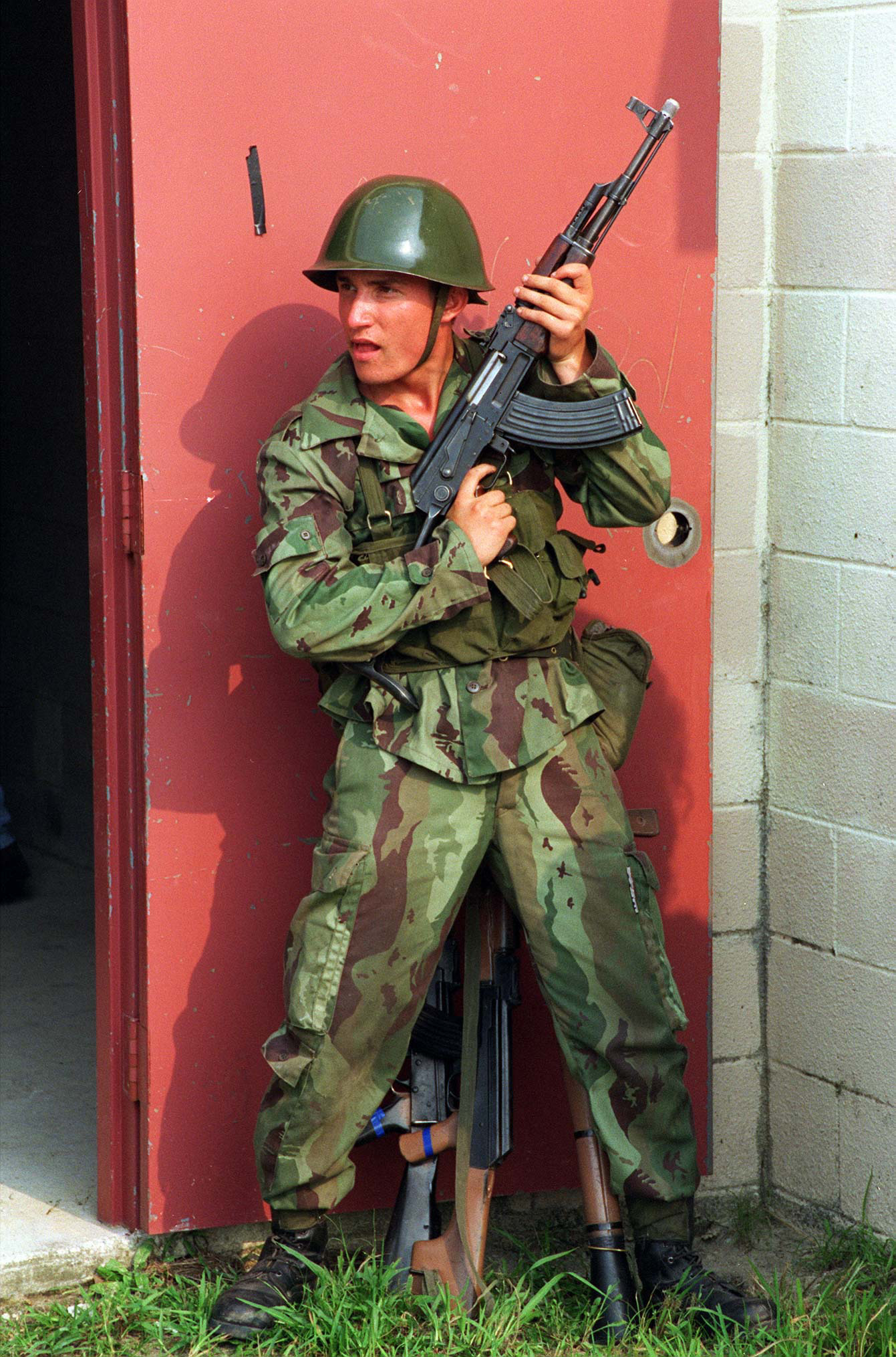
手持56-1式进行训练的阿尔巴尼亚陆军士兵
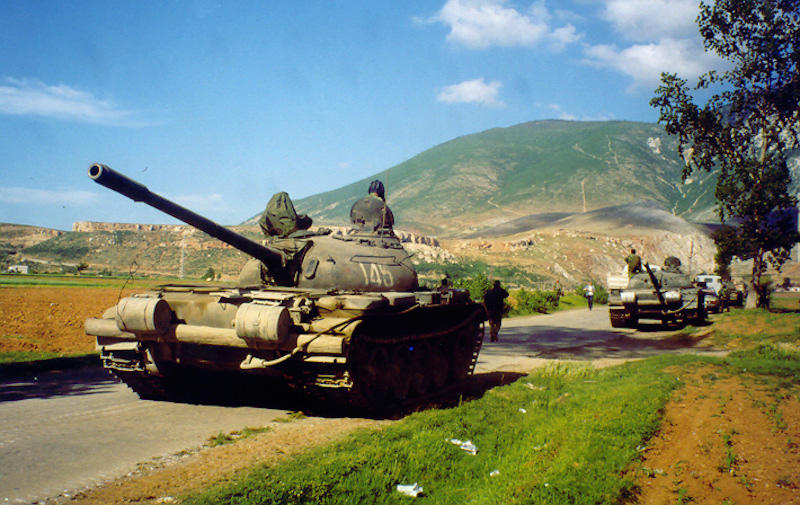
59式戰車
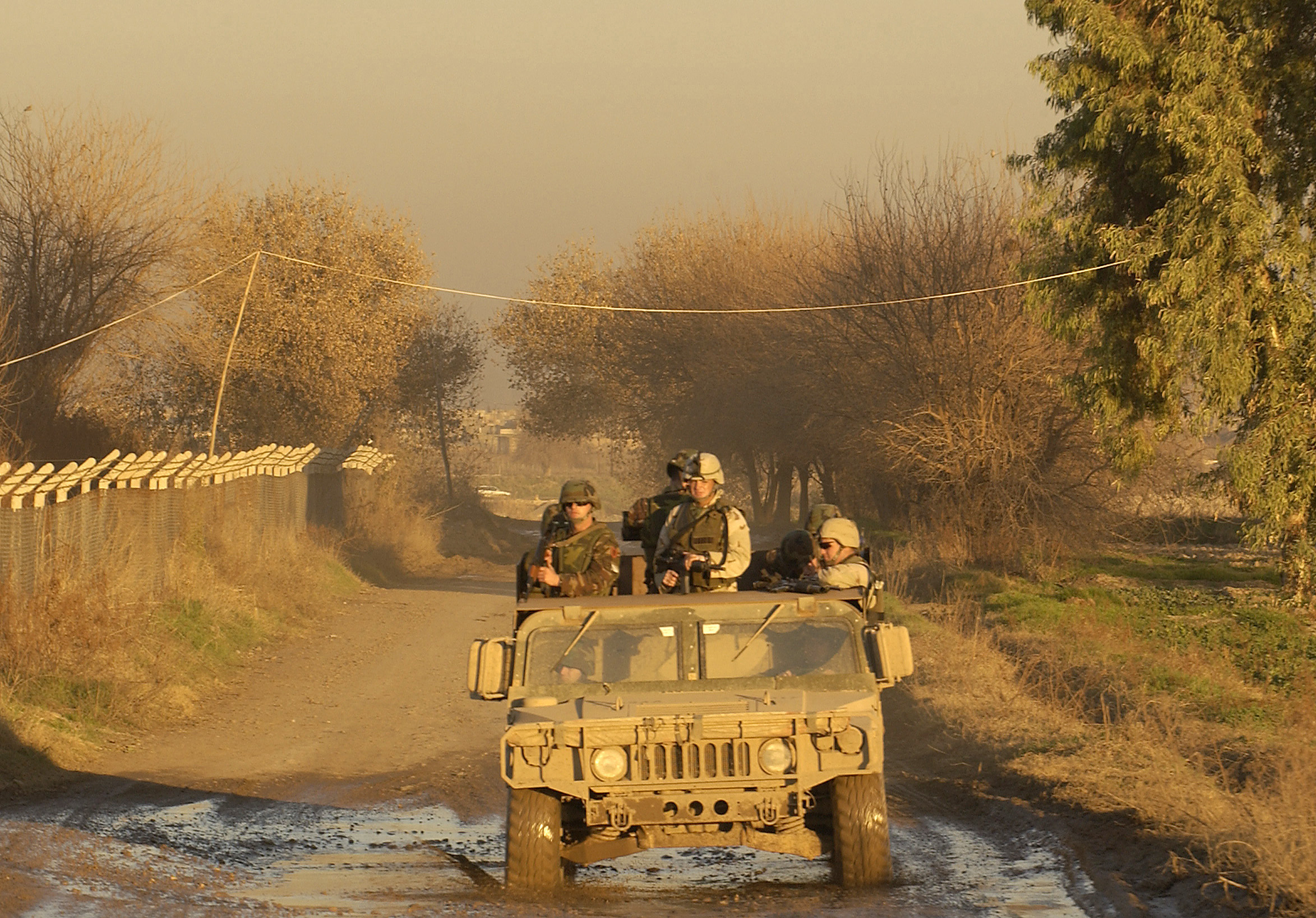
2005出兵伊拉克支援美國
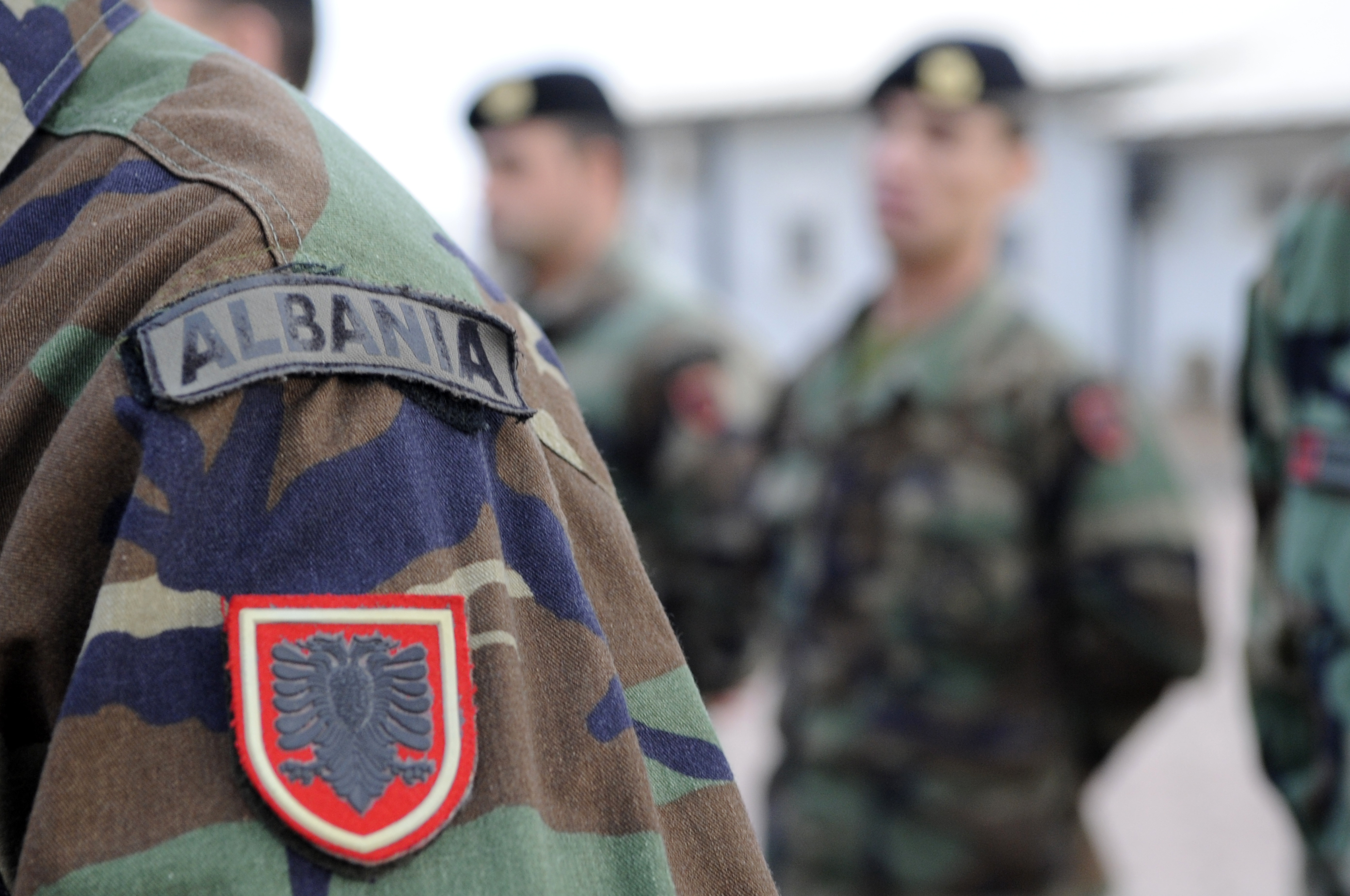
阿爾巴尼亞陸軍
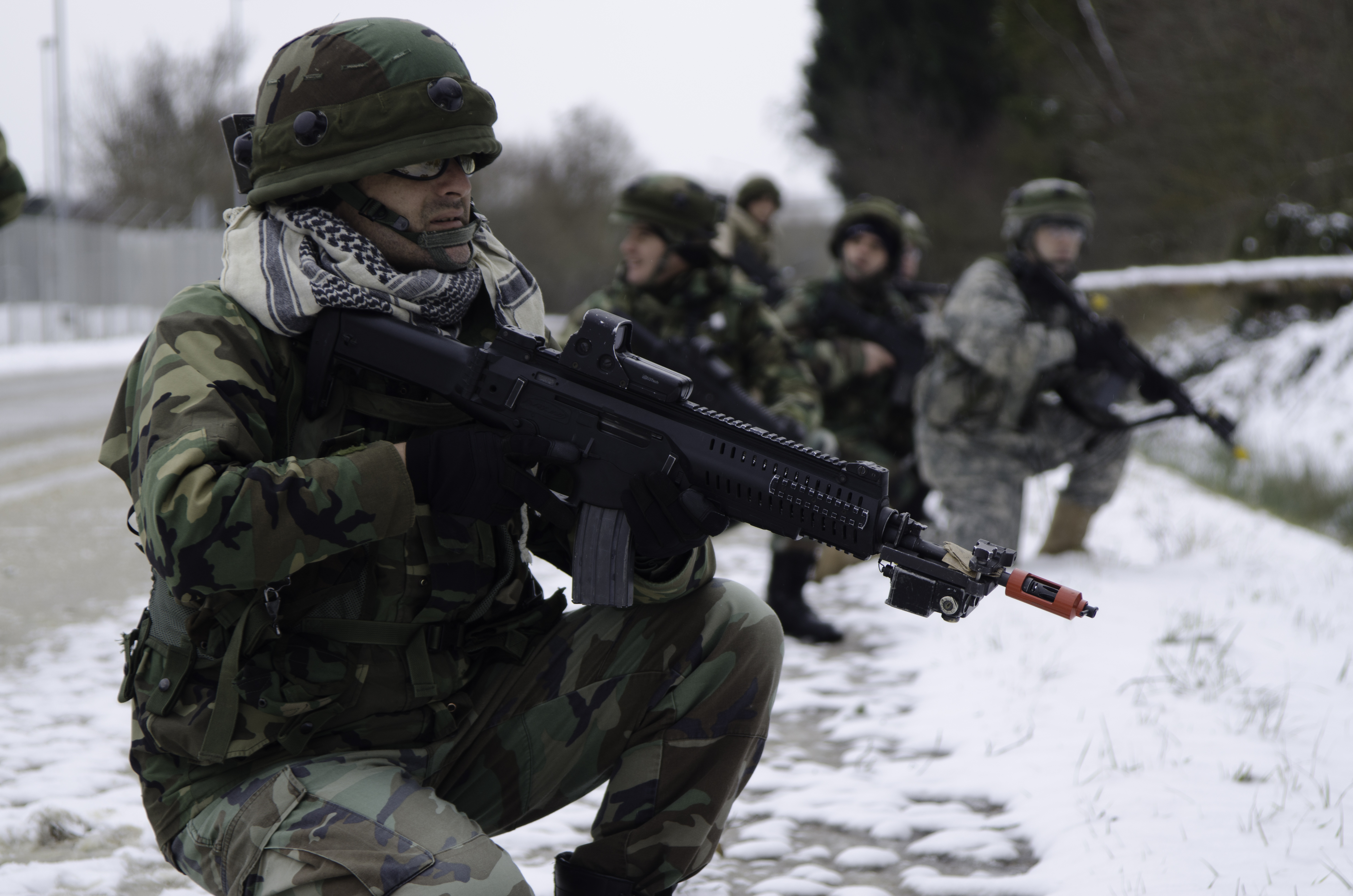
與北約軍演
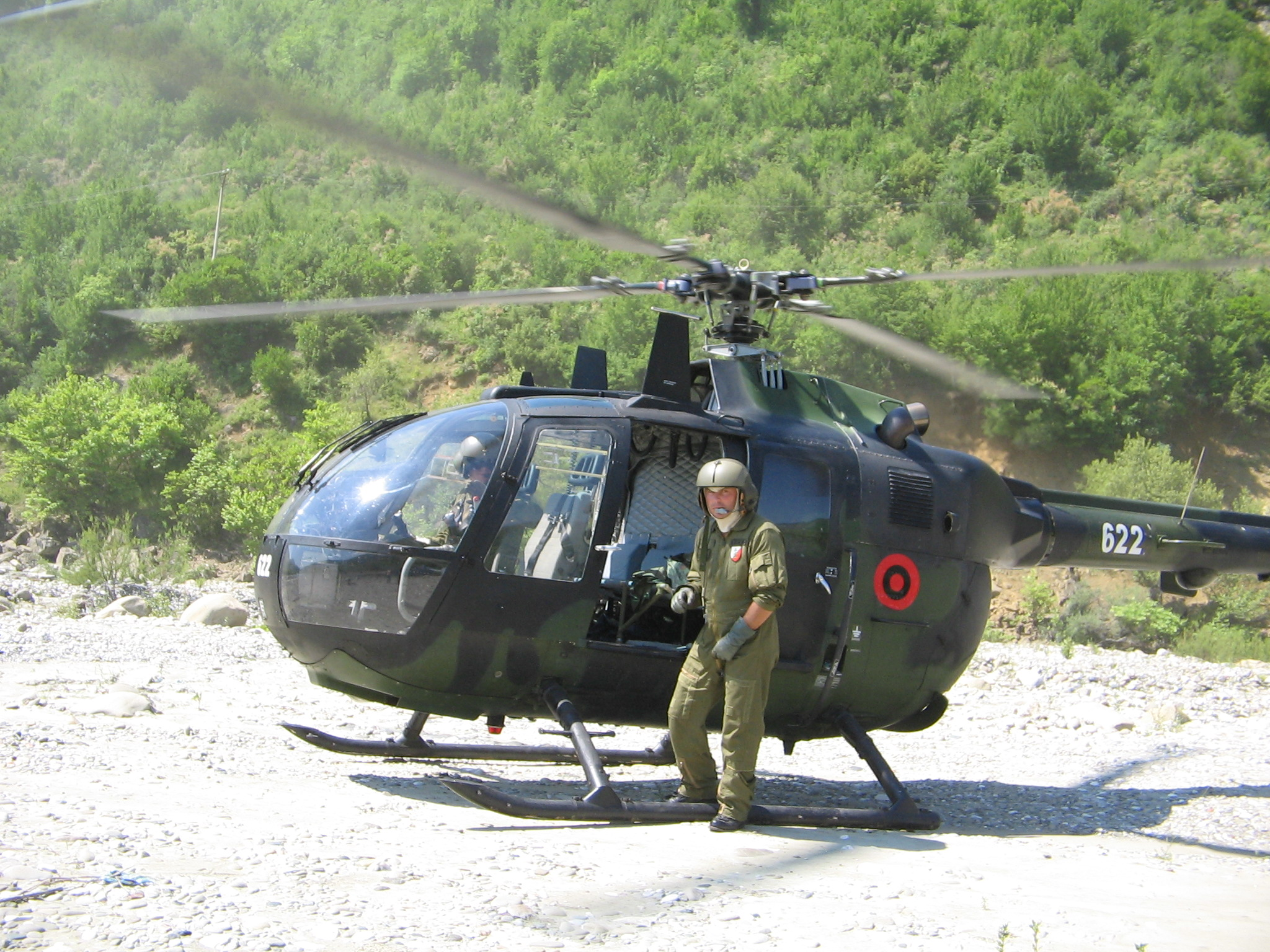
BO-105直升機
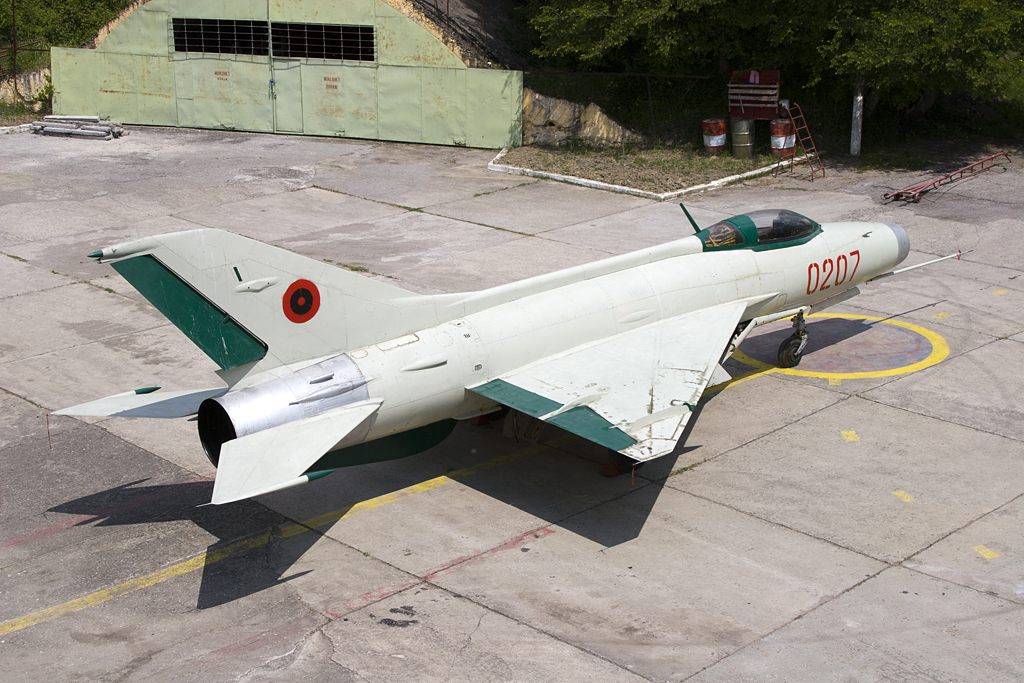
殲7

## 人口
根據阿爾巴尼亞政府於2023年發布的人口普查數據顯示阿爾巴尼亞總人口為2,402,113，該國人口正進入顯著下降階段，最近連續3年（2020至2022年）阿爾巴尼亞總人口更是以超過1%速度下降，主要原因是西化觀念/經濟考慮驅使愈來愈少阿爾巴尼亞父母生育和更多年青一代出國到西歐美國打工生活有關；其中阿爾巴尼亞出生率處於世界極低水平且進入少子化社會，該國出生率與大部分東歐巴爾幹國家以及韓國和台灣等東亞國家看齊，2024年阿爾巴尼亞總和生育率更只有1.21，達到人口急速下降的警戒線（為1.5）範圍。上次人口普查是在2023年進行的。
阿爾巴尼亞劳动党政權在1990年代初瓦解，伴隨著大規模的阿爾巴尼亞人移民出境。外來移民在阿爾巴尼亞劳动黨执政时期被徹底禁止，而國內移民相當有限，因此這是一個新現象。從1991年到2004年，約有90萬人從阿爾巴尼亞遷出，其中約60萬人在希臘定居。移民極大地影響了阿爾巴尼亞的國內人口分佈。人口在該國10個州縣減少只有2個州縣增加，即地拉那和都拉斯兩個州縣。根據統計局在2015年1月1日，阿爾巴尼亞人口有2,893,005，到了2023年人口跌至只有2,402,113，僅僅8年間阿爾巴尼亞跌幅達16%。
種族問題是一個棘手的話題，有待討論。官方統計顯示，該國主要民族為阿爾巴尼亞人，佔90％以上，而少數民族（如阿爾巴尼亞的希臘人、阿爾巴尼亞的馬其頓人、阿爾巴尼亞的黑山人、阿爾巴尼亞的羅姆人以及阿爾巴尼亞的阿羅馬人）經常對此官方數字提出異議（當中又以希臘人和馬其頓人為主），認為該國少數民族人口比例應較高。根據有爭議的2011年人口普查，所屬族群：阿爾巴尼亞人為2,312,356人（佔總數的82.6％）、希臘人為 24,243人（0.9％）、馬其頓人為5,512人（0.2％）、黑山人為366人（0.01％）、阿羅馬人為8,266人（0.30％）、羅姆人為8,301人（0.3％）巴爾幹埃及人為3,368人（0.1％）、其他種族為2,644人（0.1％）、沒有透露為390,938人（14.0％）、不相關為44,144人（1.6％）。關於具體人口普查的數據，保護少數民族框架公約諮詢委員會指出，應當極為謹慎地看待人口普查結果，並呼籲當局不要完全依靠普查期間收集的關於確定其保護少數民族政策的國籍數據。
阿爾巴尼亞承認三個國內少數民族，包括希臘人、馬其頓人及黑山人，以及兩個文化少數民族：阿羅馬人和羅姆人。其他阿爾巴尼亞少數民族是保加利亞人、戈蘭人、塞爾維亞人、巴爾幹埃及人、波斯尼亞人及猶太人。對於希臘人團體來說，很難知道阿爾巴尼亞有多少希臘人，希臘政府一般認為，阿爾巴尼亞大約有30萬希臘人居住，但是大多數西方國家估計大約在20萬。阿爾巴尼亞政府推算只有24243人。"CIA世界概況估計希臘少數民族比例佔0.9％，美國國務院對希臘人的推算比例為1.17％，其他少數民族比例則為0.23％。然而，由於衡量受到希臘人抵制的影響，後者質疑希臘少數民族數據的有效性。

## 語言

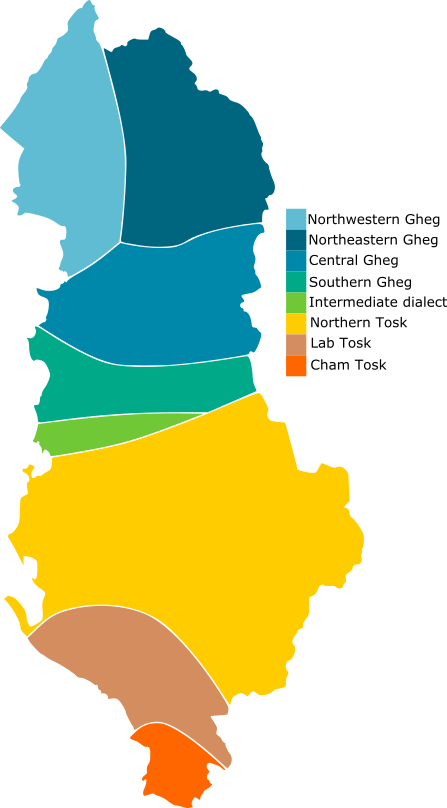
阿爾巴尼亞方言

阿爾巴尼亞語是阿爾巴尼亞共和國的官方語言。它的標準口語和書面形式是從兩種主要方言-盖格方言（Gheg）和托斯克方言進行修訂和合併，儘管它更多地基於托斯克方言。什昆賓河是兩種方言之間的粗略分界線。希臘語的方言保留現在在標準現代希臘語中丟失的特徵，在希臘少數民族居住的地區使用。阿爾巴尼亞少數民族使用的其他語言包括阿羅馬尼亞語，塞爾維亞語、馬其頓語、波斯尼亞語、保加利亞語、古拉尼語及羅馬尼亞語。馬其頓語是東阿爾巴尼亞Pustec市的官方語言。根據2011年的人口普查，2,765,610人或98.767％的人口宣稱阿爾巴尼亞語為母語（“母語被定義為兒童時期在家中使用的第一語言或主要語言”）。
希臘語是該國第二大口語，有0.5％至3％的人口將其稱為第一語言，三分之二的阿爾巴尼亞家庭至少有一名會員講希臘語，其中大多數是在後共產主義時代（1992年至今）因私立學校或移民到希臘而學習的。在南方小的指定“少數民族地區”之外，希臘語的教學在阿爾巴尼亞共產主義時期被禁止。截至2003年，希臘在阿爾巴尼亞和地拉那的一所私立學校提供100多所私人補習中心，這是希臘境外的第一所私立補習中心。近年來，學生人數不斷減少。致力於希臘少數民族的學校給教師帶來了麻煩。由於與鄰國希臘的文化和經濟聯繫，希臘語在該國南部佔很大比例。在阿爾巴尼亞政府統計機構Instat進行的2017年研究中，25-64歲的39.9％的阿爾巴尼亞人能夠使用至少一種外語，其中能說英語的阿爾巴尼亞人為40.0％；其次是意大利語，佔27.8％；希臘語為22.9％。在年齡25歲或以下的阿爾巴尼亞年輕人中，英語，德語和土耳其語在2000年之後的興趣不斷增加。意大利語和法國語的興趣穩定，而希臘語失去了大部分興趣。 趨勢與文化和經濟因素有關。
近年來，年輕人對德語的興趣越來越濃厚。他們中的一些人去德國學習或參加各種經歷。阿爾巴尼亞和德國簽署了合作協議，幫助兩國青年更好地了解這兩種文化。由於與土耳其的經濟關係急劇增加，人們對土耳其語學習的興趣，特別是年輕人對土耳其語的學習興趣每年都在增長。受到土耳其投資的經濟重要性和兩國共同價值觀所吸引的年輕人，可以從大學的文化和學術合作中獲益。2011年，土耳其人擁有的Epoka大學授以土耳其語、英語及法語，被選為阿爾巴尼亞最好的外語和外國大學。

## 教育

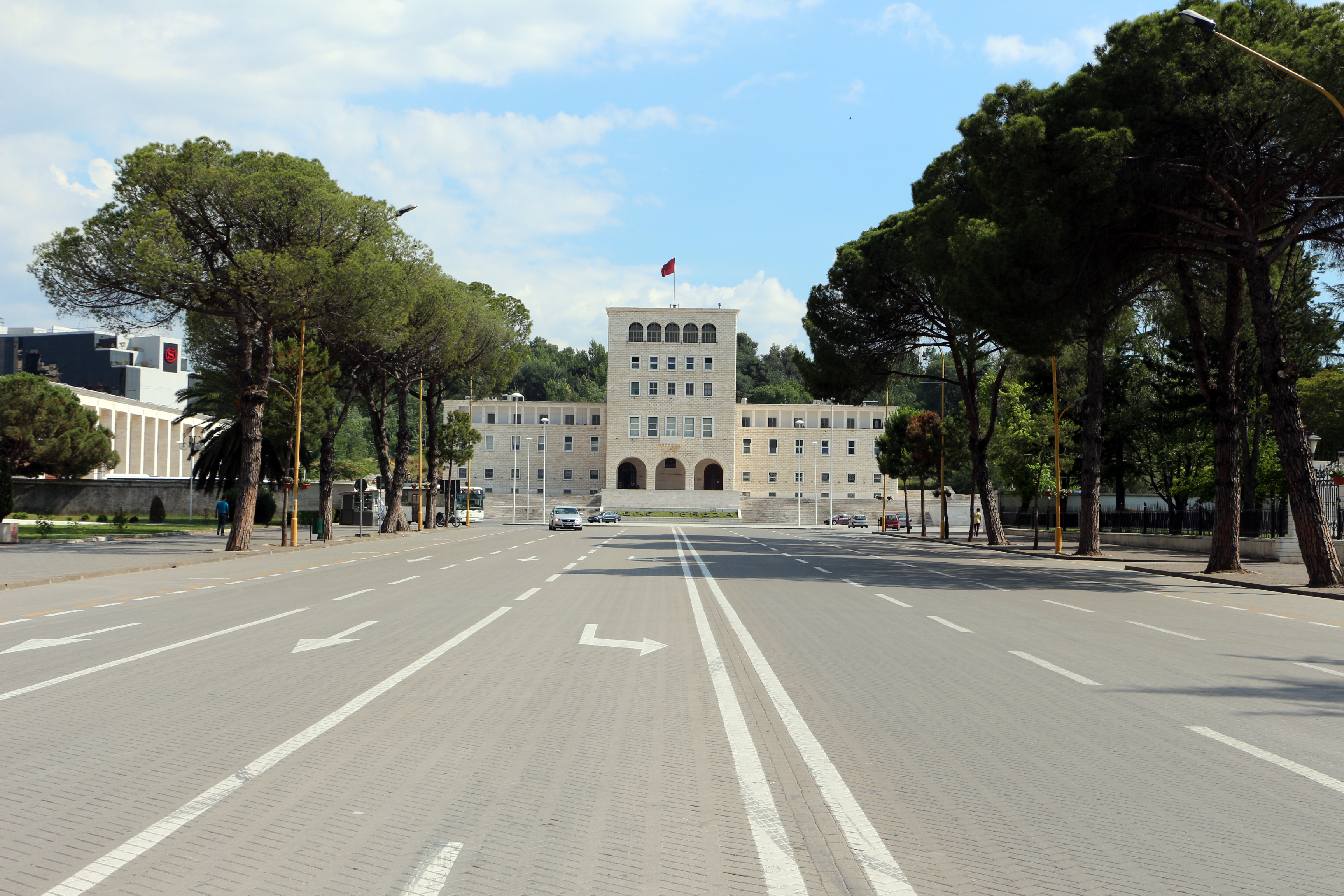
地拉那大學是該國規模最大和排名最高的大學

在1991年阿爾巴尼亞共產主義政權的垮台之後，宣布將義務教育計劃從8年擴展到10年的重組計劃。1992年，阿爾巴尼亞的1997年阿爾巴尼亞危機戰爭以及隨之而來的公共秩序崩潰，使教育和學校管理制度陷入混亂。教科書和用品的廣泛破壞和極度短缺對學校運作造成破壞性的影響，這促使意大利和其他國家提供物質援助。1990年代末，許多學校開始重建，以改善學生學習的條件。大部分改善發生在該國較大的城市，特別是在地拉那，都拉斯和斯庫台。
在阿爾巴尼亞推行民主化改革政策之後，新的阿爾巴尼亞政府完全廢除共產主義的教育模式，並逐漸採用歐盟和美國教育模式，使阿爾巴尼亞新一代能夠接受21世紀的西方教育。經過30年的教育改革，阿爾巴尼亞的幼稚園和小學入學率較其他中東歐國家更高，但相比西歐國家來說仍有進步空間。
阿爾巴尼亞的所有教育計劃由教育部及市政當局負責管理。教育系統資金主要由政府公帑提供，一共分為三個階級，包括小學教育（arsimifillorë）、中學教育（arsimi imesëm）和高等教育（arsimiuniversitarë）。學年年期的長度與美國相似，一般從9月或10月開學，到6月或7月結束，其餘的2至3個月為暑假。阿爾巴尼亞語是所有公立學校的主要教學語言。小學教育一年級至九年級為義務教育，小學九年級學生必須通過畢業考試，合格的學生方能繼續升學。中學提供普通教育，普通教育為學生應付Matura高級程度考試做好準備，讓他們提供取得他們的文憑畢業證書的機會，取得文憑畢業證書的學生可以入讀高等教育和大學課程。雖然阿爾巴尼亞政府實行2007年“高等教育法”的博洛尼亞模式，但這些機構可以是公立或私立的，可以根據高等教育法提供一，二，三級的高等教育。
阿爾巴尼亞的預計畢業年齡為16歲，在世界排名第25位。阿爾巴尼亞全國識字率，男性為99％，女性為98.3％，男女平均為98.7％。

## 文化

### 總論
阿爾巴尼亞是一個文化共融的國家，融合了伊斯蘭和西方的文化，包括了歷史上的古希臘、古羅馬、拜占庭帝國、鄂圖曼帝國文化，同時也包括了現代美國、英國、意大利、德國、土耳其，乃至阿爾巴尼亞傳統與當代流行文化。在2000年代之前的阿爾巴尼亞的是一個保守、封閉及文化單一的國家，當時的阿爾巴尼亞是一個盛行霍查主義和男尊女卑的國家。不過至從2000年代中後期起阿爾巴尼亞的社會開始走向性別平等和西化。2017年的全球性別差距報告中阿爾巴尼亞得分為0.728分，全球排名第38名，反映現時阿爾巴尼亞社會已變成男女平等的局面。
另外近年阿爾巴尼亞的社會支持同性戀的比率也如支持性別平等般逐年增加，在2018年同性戀平權網站發布的全球報告中，有56%的阿爾巴尼亞人支持同性戀行為，且有33%的阿爾巴尼亞人支持同性婚姻合法化。而現任阿爾巴尼亞總理埃迪·拉馬亦表態支持保障同性戀權利。

### 民間傳統

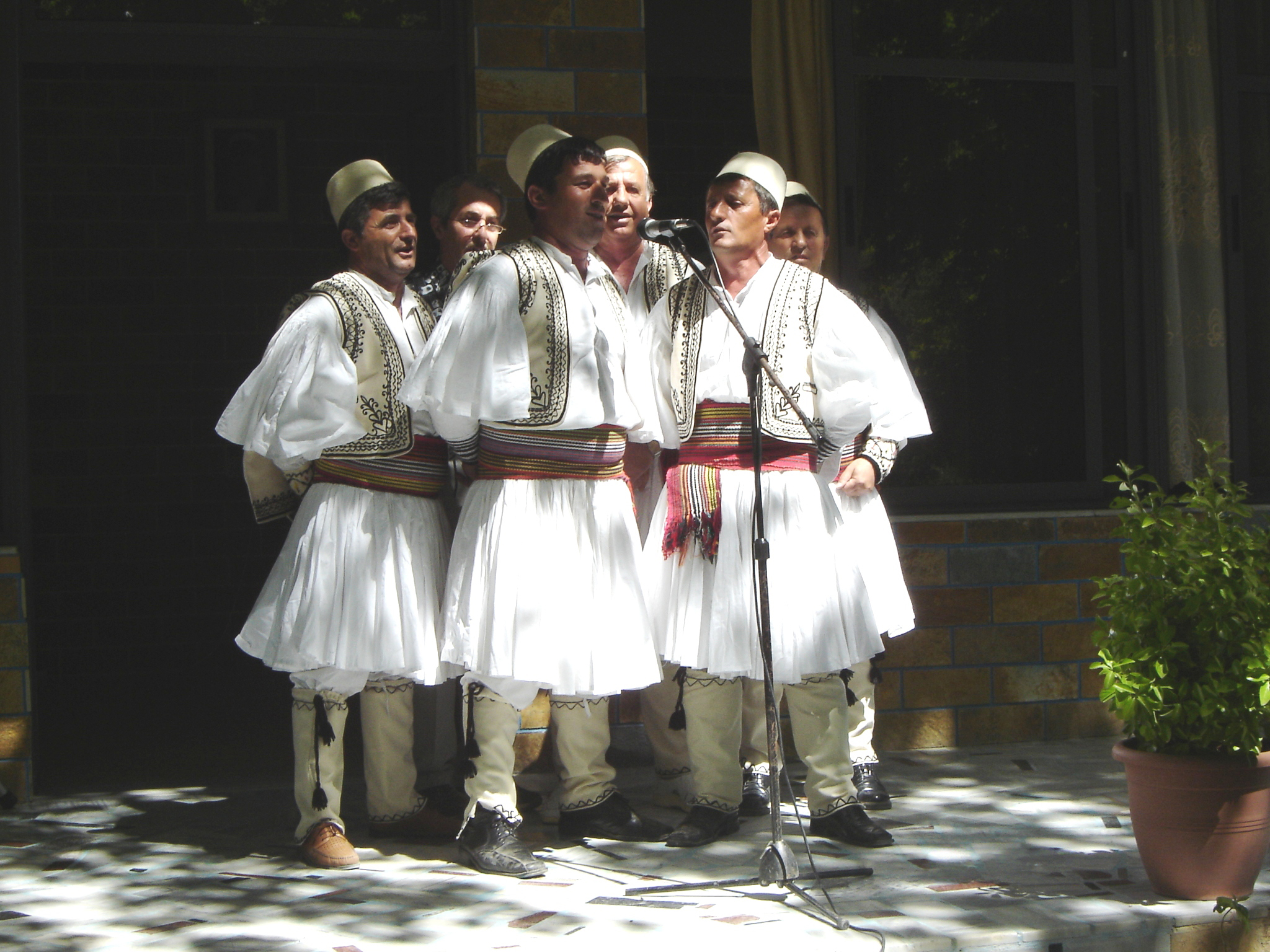
阿爾巴尼亞的傳統音樂被聯合國教科文組織認定為人類的非物質文化遺產

阿爾巴尼亞音樂是阿爾巴尼亞民族特徵的重要組成部分，並繼續在阿爾巴尼亞音樂中發揮重要作用。雖然它可以分為北部Gheg、南部Lab及Tosk進行的兩個文化體系組別。北部和南部的傳統音樂以及北部複雜的音調和南部的鬆弛的旋律形成鮮明對比。許多歌曲是關於阿爾巴尼亞歷史的事件，包括民族英雄斯坎德培和有關榮譽、招待、背叛和復仇的傳統主題。阿爾巴尼亞民間音樂的第一個彙編是由巴黎兩位Himariot音樂家NeçoMuka和KoçoÇakali在他們對這首歌曲Diva Tefta TashkoKoço。這三位藝術家記錄了這幾年來錄製的幾首歌曲，這最終導致了阿爾巴尼亞傳統音樂曲目Himariot Isopoly作為聯合國教科文組織音樂記錄當中的世界文化遺產。

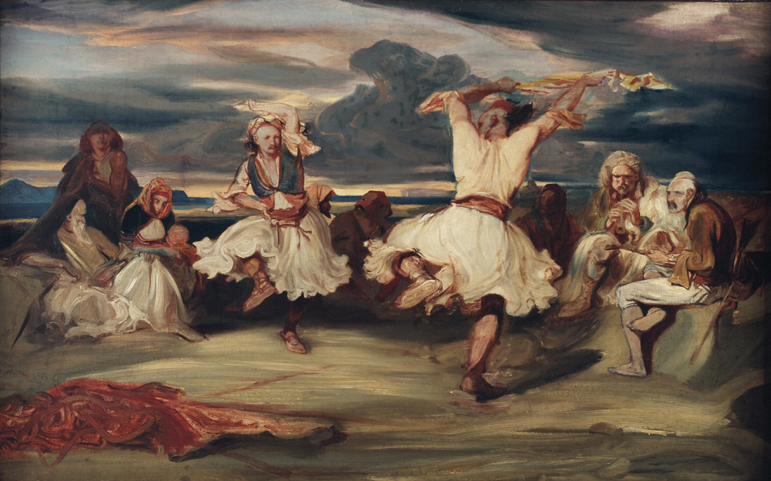
阿爾巴尼亞的Fustanella阿爾巴尼亞傳統民族服飾的阿爾巴尼亞傳統民族舞蹈

現代阿爾巴尼亞的流行音樂和藝術家如芮塔·歐拉、杜娃·黎波、碧碧·蕾克莎、埃爾莫利拉·亞霍、英瓦·穆拉及艾拉·斯特菲，他們的音樂已經獲得國際認可。斯波拉諾埃爾莫利拉·亞霍被經濟學家描述為世界上最受好評的女高音。阿爾巴尼亞國際歌劇演唱家薩里爾·皮爾古（阿爾巴尼亞語：Saimir Pirgu）是一位得到廣泛認可的音樂家，他來自艾巴申。他被提名為2017年格萊美獎得獎者。
阿爾巴尼亞的每個文化和地理區域都有各自不同的風格、材料、顏色、形狀、細節及形式的服裝。目前，民族服飾經常與特殊活動和慶典有關，主要集中在民族節日，宗教節日，婚禮，舞蹈團體等。一些保守的男女長者，主要來自北部和南部一些郊區，在日常生活中會穿著傳統阿爾巴尼亞民族服裝。服裝主要由當地農畜產品如皮革、羊毛、亞麻、大麻纖維、絲綢製成。如今，傳統的紡織品仍然以非常協調的古代圖案繡製而成。

### 文學

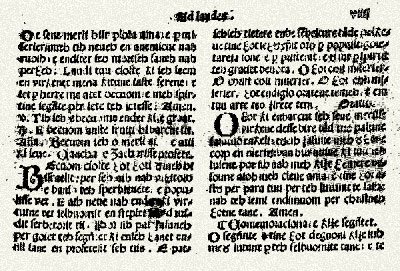
Gjon Buzuku寫的Meshari（The Missal）的摘錄，1555年

阿爾巴尼亞語由印歐語系系列組成。該語言被認為是印歐語系中的語言隔離。唯一倖存的印歐語分支的其他語言是亞美尼亞語和希臘語。它在1854年由德國語言學家弗兰茨·博普證明是印歐語。阿爾巴尼亞語經常被認為與伊利里亞語有關，伊利里亞語於古典時期在巴爾幹地區使用的語言。學者們爭辯說阿爾巴尼亞人來自伊利里亞人而另一些人聲稱它來自Daco-色雷斯人。（然而，伊利里亞語和色雷斯語可能是密切相關的語言；參見Thraco-Illyrian。）
文化復興首先表現在教會文本和出版物領域阿爾巴尼亞語的發展，主要是阿爾巴尼亞北部的天主教地區，而且東正教。阿爾巴尼亞在南部，當神職人員Gjon Buzuku將阿爾巴尼亞語天主教禮儀納入阿爾巴尼亞語時，新教改革激發了對當地語言和文學傳統發展的希望，試圖為阿爾巴尼亞語作出改革的馬丁·路德為德語和阿爾巴尼亞語翻譯。由Gjon Buzuku撰寫的Meshari（The Missal）於1555年出版，被認為是中世紀第一部阿爾巴尼亞文學作品之一。語言的精確程度和穩定的拼寫法必須是早期傳統的阿爾巴尼亞語寫作的結果，這一傳統尚未得到很好的理解。然而，在Buzuku之前存在一些支離破碎的證據，這表明阿爾巴尼亞語至少是在14世紀寫成的。
最早的證據可以追溯到公元1332年，來自Antivari的法國多米尼加Guillelmus Adae，Archbishop的拉丁文報告，他寫道阿爾巴尼亞人在他們的書中使用了拉丁字母，儘管他們的語言與拉丁語完全不同。其他重要的例子包括：洗禮公式（Unte paghesont premenit Atit et Birit et spertit senit）自1462年起，由阿爾巴尼亞人在都拉斯主教的拉丁文中寫成，PalEngjëlli;阿爾巴尼亞語的阿爾巴尼亞語單詞1497由阿爾巴尼亞人經過的阿爾巴尼亞語，以及馬太福音的15世紀聖經片段使用阿爾巴尼亞語，但以希臘字母書寫。
這幾個世紀以來的阿爾巴尼亞著作不應僅僅是宗教文本，而是歷史編年史。人道主義者Marin Barleti提到了他們，他們在1504年的書《Shkodra之圍》（Rrethimi i Shkodrës）證實了他的葉子通過用人們的語言（vernacula lingua）寫的這些編年史以及他著名的斯坎德培的傳記。“斯坎德培歷史”仍然是斯坎德培研究的基礎，被認為是阿爾巴尼亞文化寶藏，對阿爾巴尼亞民族自我意識的形成至關重要。
在16和17世紀，由LekëMatrënga創作的1592年的教義（基督教徒教誨）（mmbësuamekrishterë）（基督教教義），（Doktrinaekrishterë）（基督徒）教義）1618年和（Rituale romanum）1621年PjetërBudi，原始阿爾巴尼亞人散文和詩歌的第一作者，道歉為喬治卡斯特里奧特（1636）Frang Bardhi，PjetërBogdani也發表了一本字典和民間傳說創作，神學 - 哲學條約Cuneus Prophetarum（The Prop of Prophets）（1685），阿爾巴尼亞人中世紀最普遍的人格，以阿爾巴尼亞語出版。20世紀和21世紀最著名的阿爾巴尼亞作家可能是伊斯梅爾·卡達莱，他的許多作品都在諷刺和批判專制社會，其中一些出版之後在霍查統治阿爾巴尼亞期間曾一度遭封禁，他多次被提及為文學諾貝爾獎的可能得獎者。

### 電影院

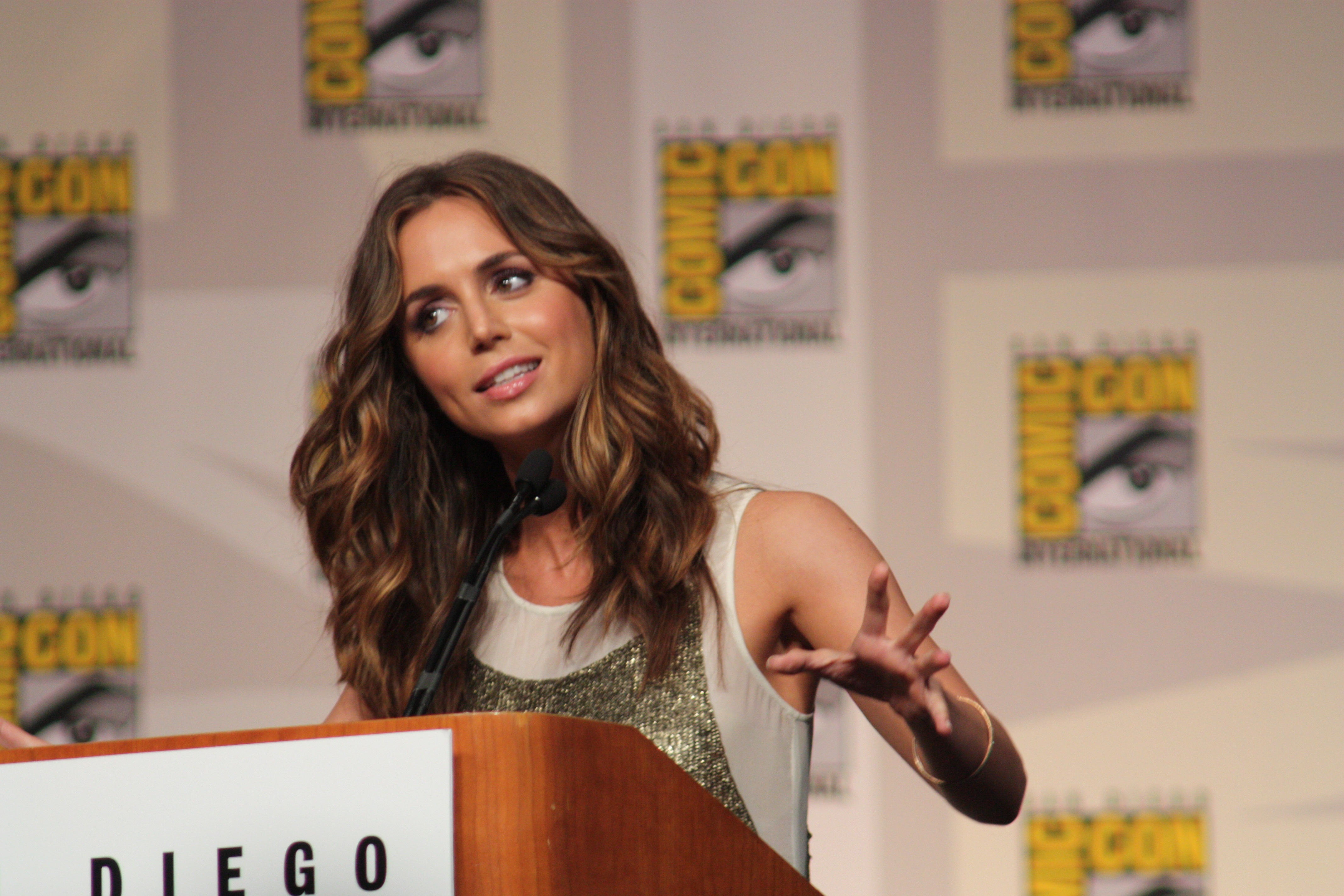
阿爾巴尼亞裔美國人女演員Eliza Dushku製作了紀錄片《親愛的阿爾巴尼亞》來自旅遊頻道和孤獨星球的工作人員，促進阿爾巴尼亞的旅遊業

阿爾巴尼亞電影在20世紀開始流行，當時斯庫台和科爾察的城市展出了外國電影和紀錄片。第一個在阿爾巴尼亞舉行的公開演出是一個鮮為人知的標題，Paddy the Reliable是一個滑稽的故事。
最初的阿爾巴尼亞電影主要是紀錄片；第一個是關於莫納斯提爾大會在1908年批准阿爾巴尼亞語字母。在共產政權時期，後來被稱為Kinostudio Shqipëria e Re的阿爾巴尼亞電影學院在蘇聯援助下成立，專注於主要是對戰時鬥爭的宣傳。共產黨政府於1952年創立Kinostudio Shqipëria e Re。隨後是第一部阿爾巴尼亞史詩電影《The Great Warrior Skanderbeg》，與蘇聯藝術家合作，記錄了阿爾巴尼亞民族英雄斯坎德培的生活和戰鬥。該片獲得1954年戛納電影節國際獎。
到了1990年，阿爾巴尼亞已經製作了大約200部電影，阿爾巴尼亞有超過450部電影院。隨著20世紀90年代共產主義政權崩潰後的經濟轉型，Kinostudio被打破並私有化。一個新的國家電影攝影中心成立，而城市建立了現代電影院，主要是美國電影。地拉那國際電影節成立於2003年，已成為該國和巴爾幹地區首屈一指的最大電影節。都拉斯舉辦國際電影都拉斯電影節，這是該國第二大國際電影節，每年8月底或9月初在杜勒斯露天競技場舉行。
值得注意的阿爾巴尼亞電影導演包括Andamion Murataj、BesimSahatçiu、Xhanfize Keko、DhimitërAnagnosti、KujtimÇashku、Luljeta Hoxha、Saim Kokona、Saimir Kumbaro、Kristaq Mitro、Leon Qafzezi以及Gjergj Xhuvani。阿爾巴尼亞的著名演員包括Nik Xhelilaj、Klement Tinaj、Masiela Lusha、Blerim Destani、AleksandërMoisiu、Tinka Kurti、Pjetër Malota、SandërProsi以及Margarita Xhepa。
阿爾巴尼亞僑民有國際知名演員，例如阿爾巴尼亞裔美國人的Eliza Dushku、Jim及John Belushi；科索沃阿爾巴尼亞人的Bekim Fehmiu和Arta Dobroshi；土耳其阿爾巴尼亞人的Barish Arduç。

### 習俗
阿爾巴尼亞人以友善、禮貌、好客見稱，一般都會十分主動向別人打招呼、問好和握手，有需要時會協助對方解決問題，即使是面對外國遊客時做法也是一樣。另外阿爾巴尼亞人也講究家庭和友誼觀念，男女地位相對平等。值得一提是阿爾巴尼亞日常人與人之間的非語言溝通中的點頭是代表不是（no）的意思而搖頭是代表是（yes）的意思。

### 社會主義時期的流行文化
阿尔巴尼亚革命电影曾经在中国产生一定影响。著名电影如《广阔的地平线》《宁死不屈》《地下游击队》《第八个是铜像》《战斗的早晨》《勇敢的人们》《脚印》《伏击战》《海岸风雷》《在平凡的岗位上》等影响了整整一代中国人。
在霍查统治期间，由于担心苏联、美国、希腊、意大利、南斯拉夫入侵阿尔巴尼亚，在全国各地修建超过75万个地堡。時至今日，阿尔巴尼亚各地都有地堡分佈，故阿尔巴尼亚被称为“地堡王国”。由於現今的阿爾巴尼亞政府和人民不喜歡象徵着霍查和勞動黨政權的地堡，加上拆除地堡過程十分困難和成本高，因此近年部分阿爾巴尼亞的地堡已改變用途，例如青年旅舎、博物館、餐廳、咖啡館甚至露宿者的收容中心等。
阿尔巴尼亚最著名的作家是范·诺里和伊斯梅尔·卡达莱。

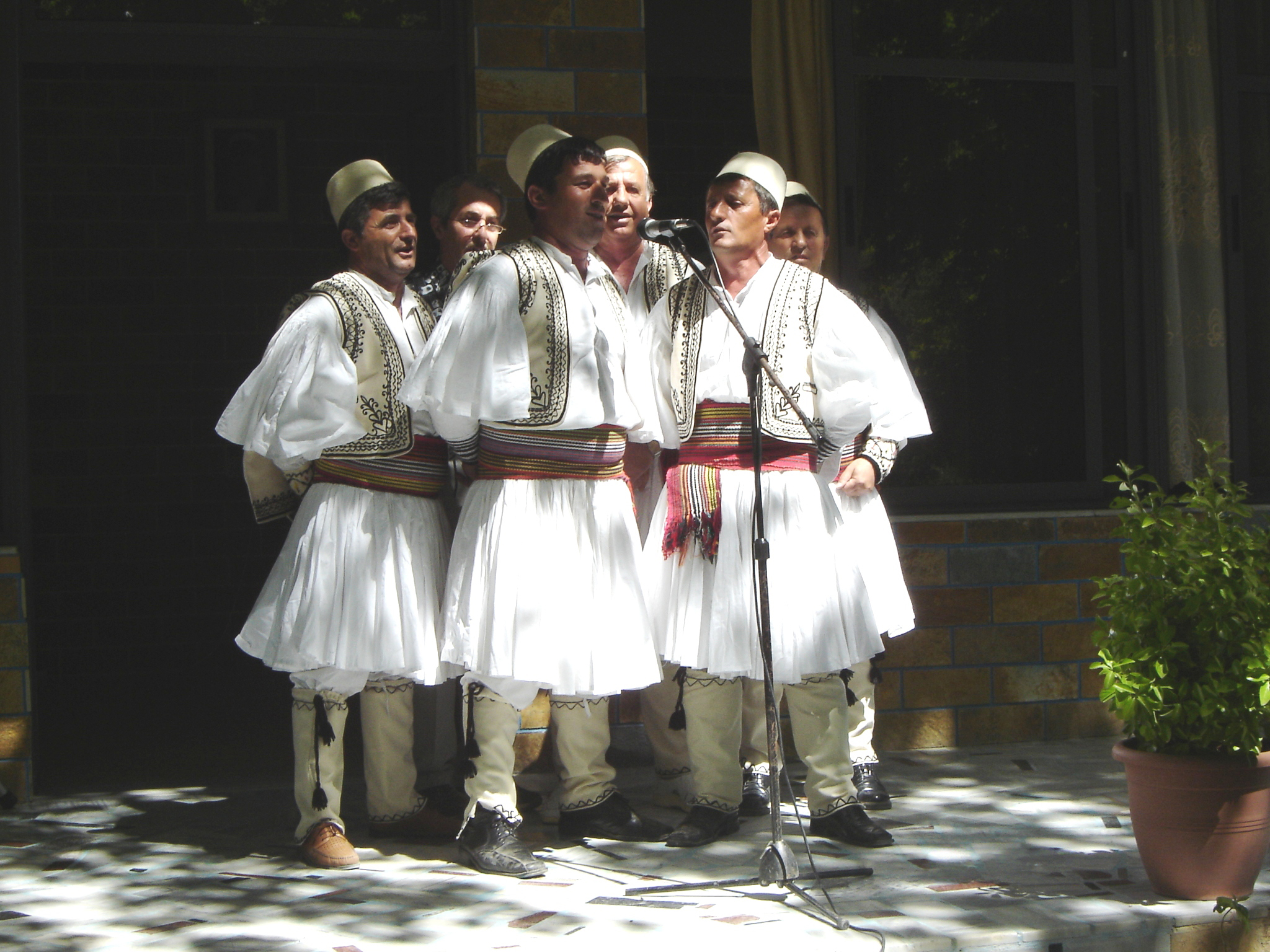
斯克拉巴里区的传统男合唱小组
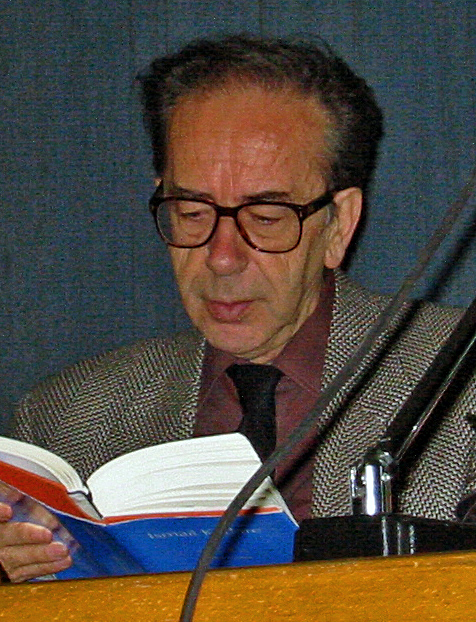
伊斯梅尔·卡达莱

## 建築

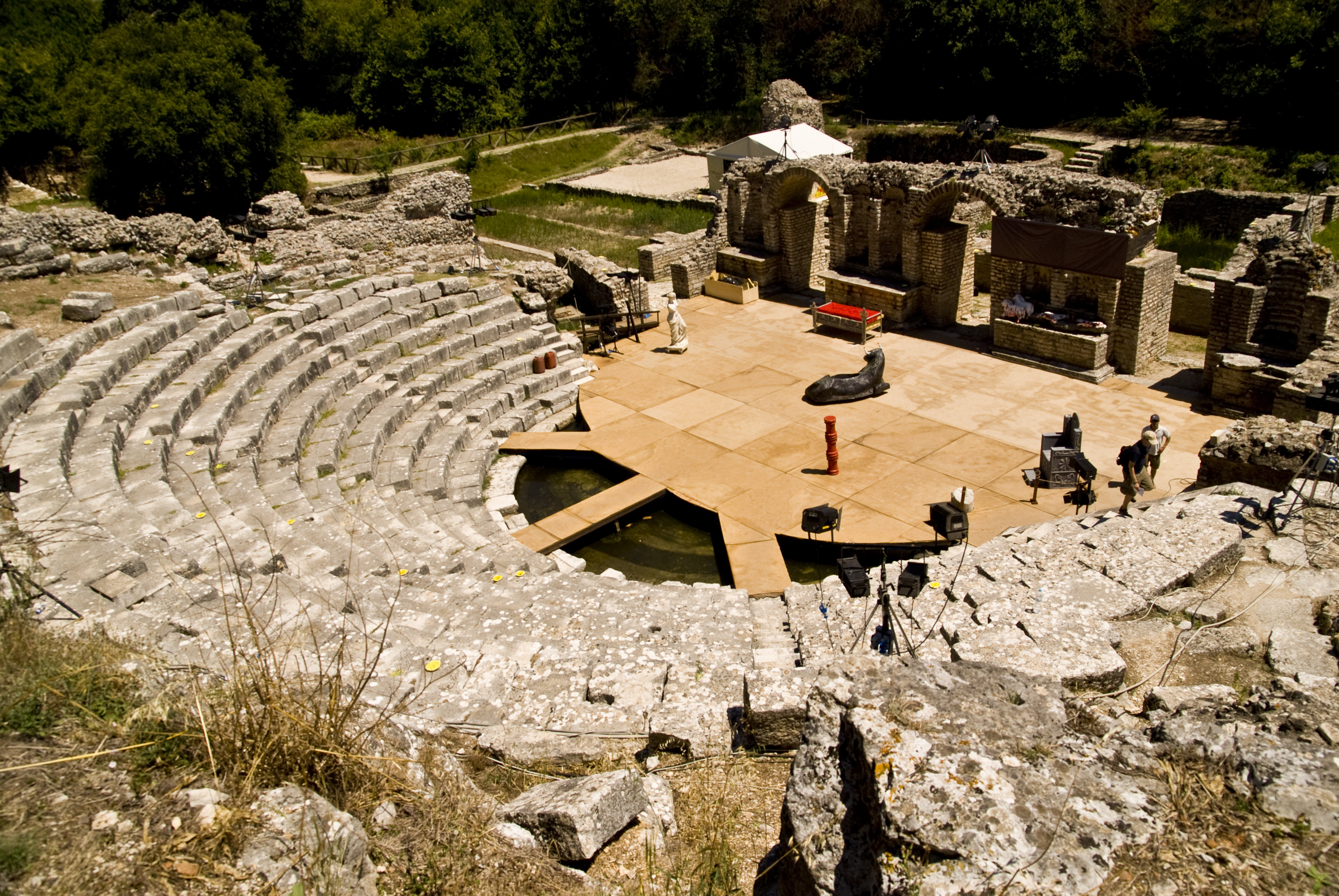
自1992年至今布特林特的古跡已被列入世界遺產地的聯合國教科文組織名單中

由於歷史悠久，阿爾巴尼亞擁有許多重要的文化和歷史地標。從古代古典到現代，國內主要城市已經從城堡內部發展到包括住宅，宗教和商業結構，不斷地重新設計城市廣場，建築技術的進化。
現時阿爾巴尼亞著名的建築風格包括科爾察中的歷史主義和新藝術，而且現代意大利風格也存在於斯庫台、夫羅勒、薩蘭達及都拉斯。其他城市通過各種文化或經濟影響獲得了當今阿爾巴尼亞獨特的外觀。由於拜占庭帝國的長期統治，阿爾巴尼亞擁有許多拜占庭式建築的教堂、城堡和修道院。阿爾巴尼亞還擁有五百年來鄂圖曼統治的許多倖存的紀念碑。在十九世紀，阿爾巴尼亞的城鎮經歷了由匈牙利和意大利建築師的城市轉型，讓他們看起來像歐洲城市。在阿爾巴尼亞共產主義時期，修建了許多社會主義風格的建築群，寬闊的道路和工廠，重新設計了城市廣場，並拆除了一些歷史悠久的建築物。
自從1990年代阿爾巴尼亞推行民主化及推行資本主義之後，阿爾巴尼亞民主政府開始實行雄心勃勃的去共化運動，大規模地拆除及改建前共產政權大量建築，例如將不少地堡改造為政治犯紀念館、咖啡廳、餐廳、流浪動物收容所、酒店等用途，以及拆除對恩維爾霍查所有個人崇拜物件，令阿爾巴尼亞擺脫前共產陰霾；將前共產政權拆除的各種宗教場所重新建立，包括天主教、猶太教及東正教堂和清真寺都能夠為阿爾巴尼亞各派教徒提供各類祈禱/禮拜/宗教活動等服務，這使阿爾巴尼亞贏得全球首20名宗教最包容國家美譽；將日久失修的樓宇翻新使它們成為歐式美式或具有阿爾巴尼亞民族特色的建築物，目的是把阿爾巴尼亞打造成為一個包容新舊以及其他西方文化的國家。
阿爾巴尼亞擁有兩個文化聯合國教科文組織世界遺產，包括薩蘭達南部布特林特的古代遺跡，以及中世紀的培拉特和吉羅卡斯特歷史中心。以及喀爾巴阡山脈原始山毛櫸森林和歐洲其他地區古山毛櫸森林和奧赫里德地區的自然和文化遺產。此外，下塞爾塞皇家陵墓、阿波羅尼亞、巴什托維堡壘、杜勒斯露天競技場已列入暫定名單。

## 藝術

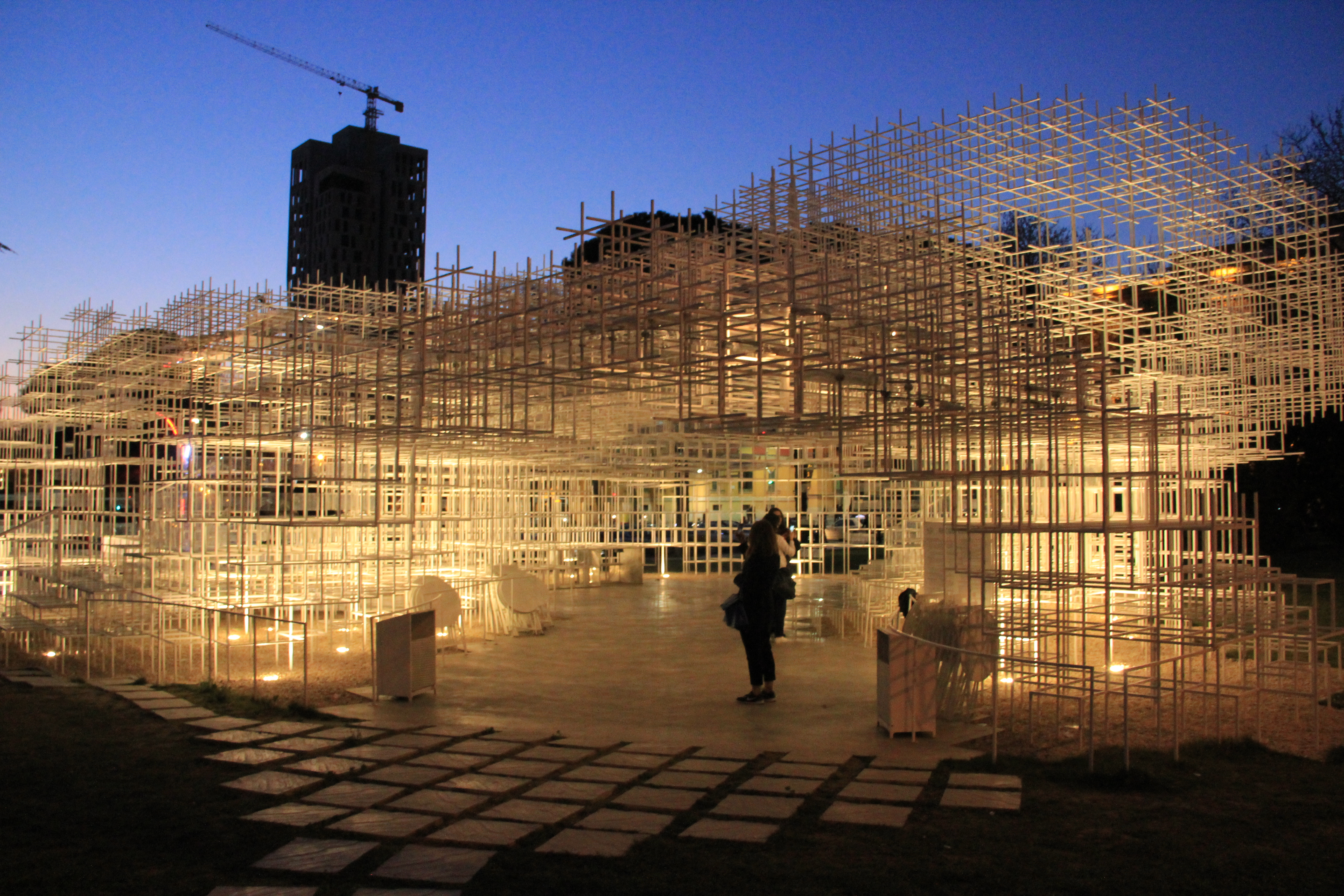
現在，地拉那是阿爾巴尼亞最重要的視覺藝術中心

阿爾巴尼亞的視覺藝術傳統是由在其領土上蓬勃發展的許多文化所塑造的。拜占廷和奧斯曼帝國分別在阿爾巴尼亞統治接近五個世紀，極大地影響了該國的藝術和藝術形式。在阿爾巴尼亞於1478年成為奧斯曼帝國一部分之後，奧斯曼文化影響了鑲嵌和濕壁畫等藝術形式的流行，直到1912年11月28日的阿爾巴尼亞獨立宣言以後才出現真正的藝術變化。
從古代到中世紀的馬賽克和濕壁畫之後，第一批畫作是出自於拜占庭的傳統。阿爾巴尼亞最早的畫作可追溯到13世紀後期，並普遍估計他們的藝術高峰在18世紀達到了。阿爾巴尼亞的肖像藝術最突出的代表是Onufri和David Selenica。 培拉特，科爾察和地拉那的博物館收藏著很多收藏品。
奧斯曼帝國統治結束時，阿爾巴尼亞人的畫作大多局限於民間藝術和華麗的清真寺。20世紀上半葉阿爾巴尼亞的繪畫和雕塑文化藝術興起，在20世紀的30年代和40年代達到了一個溫和的高峰，當時第一次舉辦國家級的藝術展覽。現代的阿爾巴尼亞藝術品捕捉到阿爾巴尼亞人的日常奮鬥細節，然而新藝術家正在利用不同的藝術風格傳達這一信息。阿爾巴尼亞藝術家繼續推動阿爾巴尼亞藝術發展，而他們的藝術內容仍然是阿爾巴尼亞獨特的。雖然在阿爾巴尼亞藝術家後現代主義最近被介紹，有一些藝術家和作品在國際知名。其中最著名的阿爾巴尼亞後現代主義者被認為是阿里薩拉、西斯萊傑哈法及赫利頓吉傑吉。

## 旅遊
近年隨著阿爾巴尼亞政局趨於穩定及國家對外完全開放，加上阿爾巴尼亞一直融合了不少古希臘、古羅馬、保加利亞文明以及阿爾巴尼亞政府大力開拓該國旅遊業等因素，驅使到訪阿爾巴尼亞的外國遊客數目也明顯地增加，近年來（自2021年開始）多了很多西方國家（如意大利、波蘭、西班牙、德國、美國等）遊客到訪阿爾巴尼亞旅遊，甚至遠至亞洲的台灣、香港、日本也愈來愈多當地遊客前往阿爾巴尼亞旅遊。主要原因包括物價較大部分歐洲國家便宜、擁有不少歷史古蹟遺產、高山與海岸美景近在眼前等。現在的阿爾巴尼亞政府也積極開拓阿爾巴尼亞本地的歷史古蹟、宗教、文化導賞團，以及沿亞得利亞海、愛奧尼亞海一帶的海灘城市（都拉斯、聖金、夫羅勒等）景點度假團，而當中阿爾巴尼亞眾多旅遊景點之中最為著名的旅遊景點分別有獲得千窗之城美譽的培拉特白色小屋和位於首都地拉那南部近郊的彼德雷拉城堡。
阿爾巴尼亞國家旅遊局網址： （页面存档备份，存于）

## 宗教
从公元1世纪开始，阿尔巴尼亚人主要为基督徒。后来自從土耳其奥斯曼帝国入侵起，大多数阿尔巴尼亚人開始改信伊斯兰教，穆斯林人口开始在整个阿尔巴尼亚占多数，但基督徒在阿尔巴尼亚部分地区则仍然占多数。
到了近现代，所有宗教信仰於阿尔巴尼亚劳动党統治中后期遭到官方查禁，當時阿爾巴尼亞宣稱其為世界第一個、也是唯一的無神論國家。1990年11月，虽然还没有修改宪法，但开始允许个人举行宗教仪式。其後隨共產政權倒台阿爾巴尼亞政府對宗教自由態度變得愈趨寛鬆。
現今，阿爾巴尼亞境內容許各種宗教自由傳播，國民可以自由選擇信奉不同宗教或不信宗教。根据2011年的人口普查，阿尔巴尼亚有58%的伊斯兰教逊尼派穆斯林，2%的伊斯兰教苏菲派拜克塔什教团信徒，10%的罗马天主教徒，7%的东正教徒，0.2%其他派系基督宗教，5.5%其他宗教，14%不确定，无神论仅占2.5%，是欧洲伊斯兰教占多数的世俗国家之一，另一個為鄰國科索沃。然而，根据2018年聯合國開發計劃署做的调查，62.7%的阿尔巴尼亚人不信仰宗教。37.3%的阿尔巴尼亚人信仰一种宗教。这37.3%阿尔巴尼亚人中的52.06%为穆斯林，13.82%为天主教徒，13.08为东正教徒，7.5%为拜克塔什教团成员，4.03%为无神论者，1.74%为新教基督徒。其余的拒绝回答或有其他信仰。

### 2011年宗教普查漏洞
2011年的宗教普查引起了有关阿尔巴尼亚宗教成分的争议。其原因是普查人员未能够与南部大量东正教社群取得联系。只有34%的阿尔巴尼亚正教基督徒被普查人员联系过。此外，普查人员有时在没有受调查人见证的情况下径自随意填写了其宗教信仰并在调查问卷上违规地使用铅笔填写。有时，整个社群声称完全没有被联系过。有计70%的被调查者拒绝在列出的宗教列表上选择自己的信仰。阿尔巴尼亚正教会与苏菲派拜克塔什教团对调查结果提出了质疑与抗议。

## 媒体

### 報章
阿尔巴尼亚全国各种报刊约160种，其中主要有《当代报》，发行量约2万份；社会党党报《人民之声报》，发行量约1万份；民主党党报《民主复兴报》，发行量约1万份；其它报刊还有《世纪报》、《共和报》、《阿尔巴尼亚报》、《经济报》、《克兰杂志》等。

### 广播电视
阿尔巴尼亚广播电视台是阿尔巴尼亚的官方广播电视台，于1938年在首都地拉那建立。目前拥有至少三个电视频道和三个广播频道。国际电视频道从1993年起播出。其下属的广播电台使用“地拉那广播电台”（Radio Tirana）的呼号，地拉那广播电台第三台采用阿尔巴尼亚語和其他七种语言，通过中波和短波向世界各地播放。另外自從阿爾巴尼亞社會主義人民共和國政府倒台後，阿爾巴尼亞國內亦容許民間和私營的電視台營運（例如KLAN、Top Channel、Report Tv等），為國民提供更多元化選擇。
中華人民共和国于1950年在阿尔巴尼亚境内设立短波发射台，为中国国际广播电台的中继站，昔日冷戰共產時期该发射台除了转播地拉那广播电台之外，还转播中国国际广播电台阿尔巴尼亚语广播，主要是宣傳霍查和毛澤東的階級鬥爭路線革命。目前该发射台为中国国家广播电视总局所有，负责转播中国国际广播电台节目。

## 交通

### 長途巴士
阿爾巴尼亞多個大城市設有長途巴士服務，首都地拉那擁有全國絕大部分城市和鄉鎮的巴士服務，服務範圍一般涵蓋全國各地和鄰國的科索沃、黑山、希臘、北馬其頓，甚至提供了德國、意大利、瑞士等西歐國家。國內巴士毋須提前購票但跨國巴士則要提前最少1日到地拉那國際巴士售票處購票，並於出發日上車時將車票交給巴士服務員。

### 小巴
因為小巴載客量少和便捷，普遍應用於由阿爾巴尼亞首都地拉那到近郊地區和較小規模的城市（例如培拉特）接駁交通工具，但收費較巴士昂貴一些。

### 計程車
green taxi提供網上預約的士服務，只需要提前在Whatsapp與客服說明上車地點位置便何，收費價錢較街上其他的士合理。

### 火車
阿爾巴尼亞火車服務一般用作貨物運輸，亦有提供載客服務。但阿爾巴尼亞並沒有連結鄰國馬其頓或者希臘的鐵路。因為缺乏現代化火車運行，火車行駛速度相較巴士小巴等交通工具來說非常緩慢（甚至較科索沃火車慢一半車速），列車的行駛速度一般只有每小時30至50公里，曾經淪為外國遊客體驗品。目前絕大部分鐵路綫因少人選搭已經廢棄不再使用，只有地拉那至都拉斯的路綫會更換時速達120公里的列車和更換新路軌。
目前阿爾巴尼亞政府聯同歐盟正建造一條由地拉那市中心經地拉那國際機場至都拉斯的快速電氣化鐵路，並為此購買全新的火車型號和車廂，預計於2027年通車。

### 航空
國際機場
- 地拉那特蕾莎修女國際機場
- 庫克斯機場（季節性）
- 夫羅勒國際機場（興建中）

國內機場
- 吉諾卡斯特機場
- 科爾察西北機場
- 薩蘭達機場
- 斯庫台機場
- 地拉那直升機場

軍用機場
- 庫喬韋空軍基地
- Gjadër空軍基地

### 渡輪
阿爾巴尼亞的渡輪服務以跨境渡輪為主，較少提供國內渡輪服務。近年來阿爾巴尼亞沿岸城市的郵輪旅遊團產業愈來愈蓬勃，尤其意大利和西班牙的郵輪佔大多數。
以下為提供常規跨國渡輪服務路線列表
- 薩蘭達—希臘科孚島
- 都拉斯—意大利巴里
- 都拉斯—克羅地亞杜布羅夫尼克

## 体育

### 奧運會
阿爾巴尼亞第一次参加夏季奥运會是1972年西德的慕尼黑奥运会。因為冷战政治格局的因素，之后阿爾巴尼亞曾經缺席4届奧運會，曾与以蘇聯為首的東方集團共產主義国家一起抵制美国的1984年夏季奥林匹克运动会，1988年因为极左政策与朝鲜一起抵制南韓的汉城奥运会。1992年冷战结束和阿爾巴尼亞社會主義人民共和國垮台后，第一次参与西班牙的巴塞罗那奥运会，此后阿尔巴尼亚无一缺席。
阿尔巴尼亚直至2016年的里約奧運會为止都没有获得过任何奥运奖牌，也没有能与他国竞争獎牌的优势体育项目。不過於2024年巴黎奧運阿爾巴尼亞奧運代表團體終於在摔跤項目贏得2面絧牌，儘管為阿爾巴尼亞獲取獎牌的運動員都不是純正阿爾巴尼亞民族（皆為車臣與阿爾巴尼亞混血兒）。

### 足球
阿爾巴尼亞國家足球隊昔日一直是歐洲的魚腩球隊之一。不過在2015年歐洲國家盃外圍資格賽上，阿爾巴尼亞先後击敗同組的「死敵」球隊塞爾維亞以及來自高加索國家的亞美尼亞，以外圍資格賽第2名的成绩歷史性成功打入欧洲足球锦标赛決賽周分組賽第1轮。随后，儘管先後敗給世界足球勁旅瑞士和歐國盃東道主的法國，但阿爾巴尼亞最終仍成功擊敗同組的羅馬尼亞直取3分。球員和教練结束所有賽事回國後，受到國民的英雄式歡迎，他們也獲得了巨額獎金，同時球員的名字也永遠刻在阿爾巴尼亞最大規模的足球場上。其後於2024年阿爾巴尼亞再次成功以小組第1名，力壓捷克和波蘭順利打入歐國盃決賽周分組賽。

## 相册

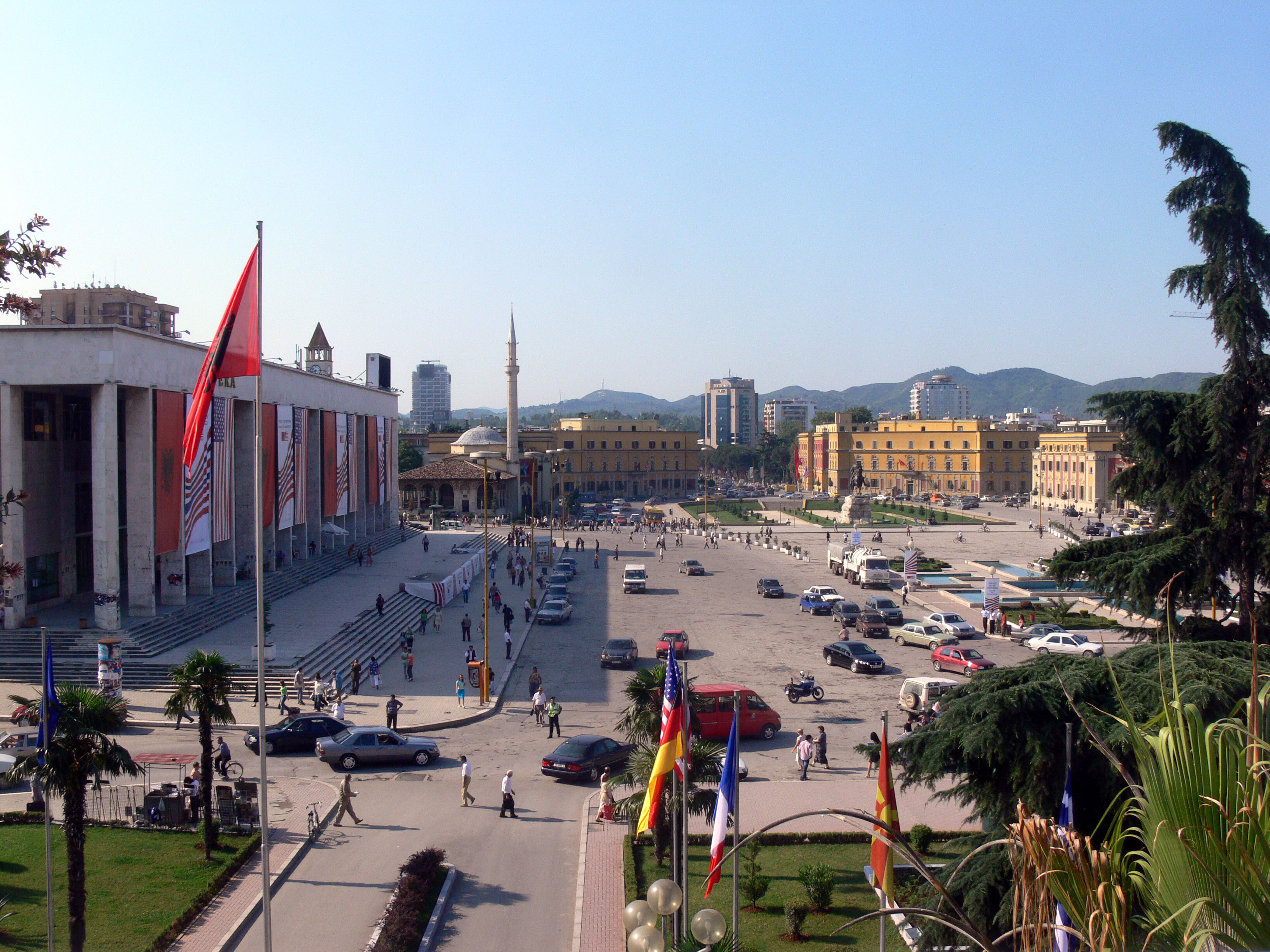
斯坎德培广场
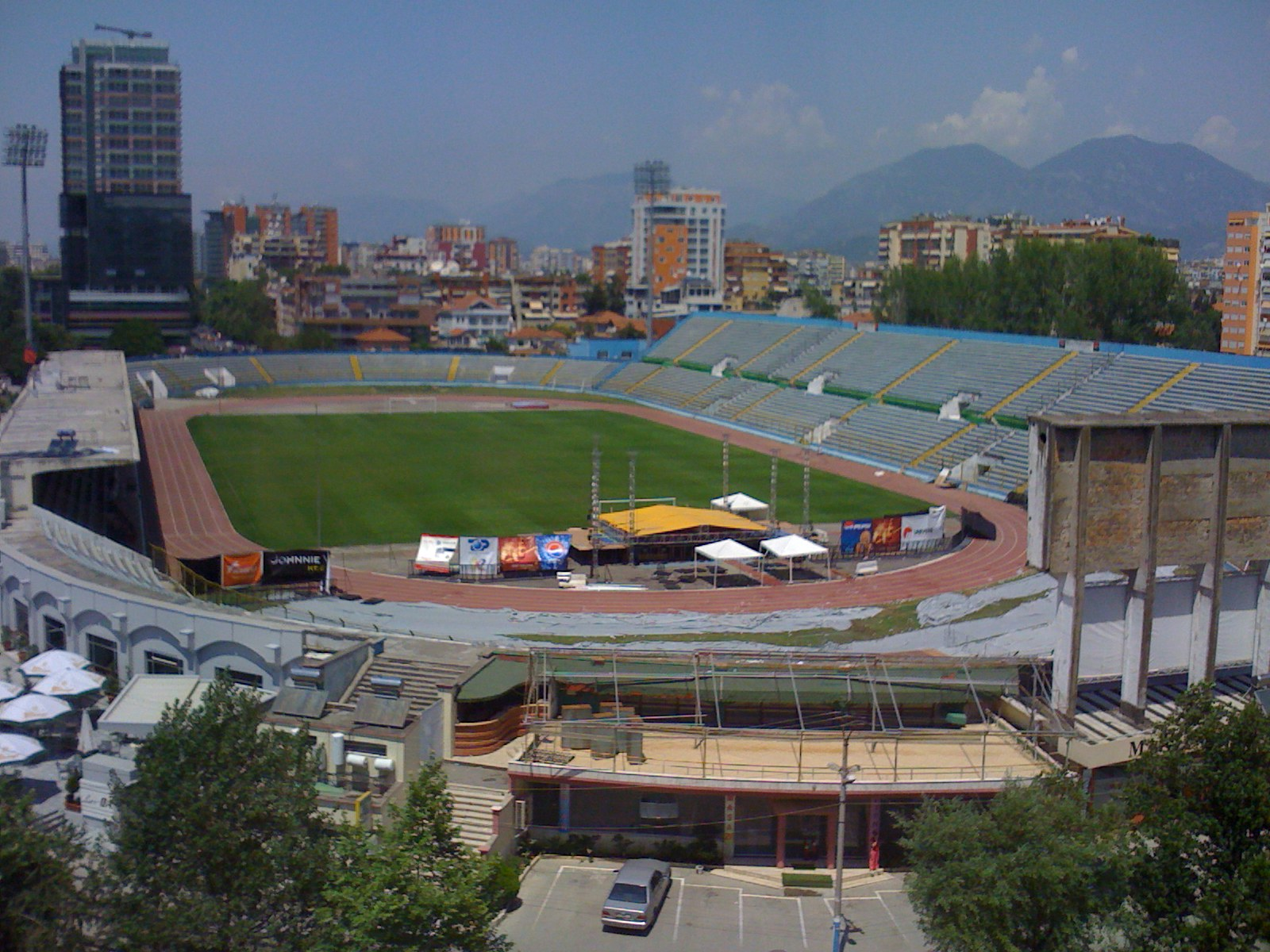
QemalStafa體育場
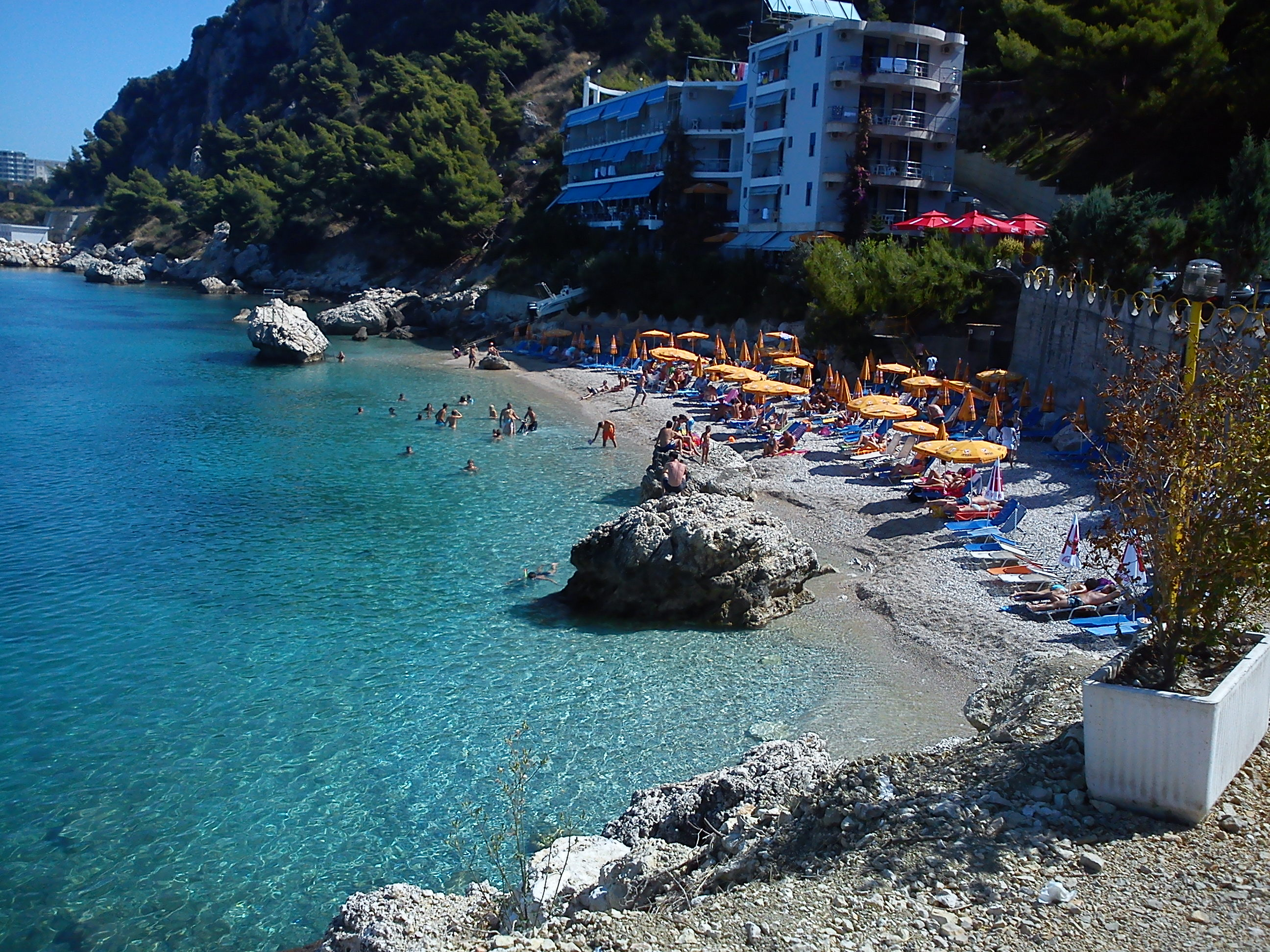
Radhima海灘
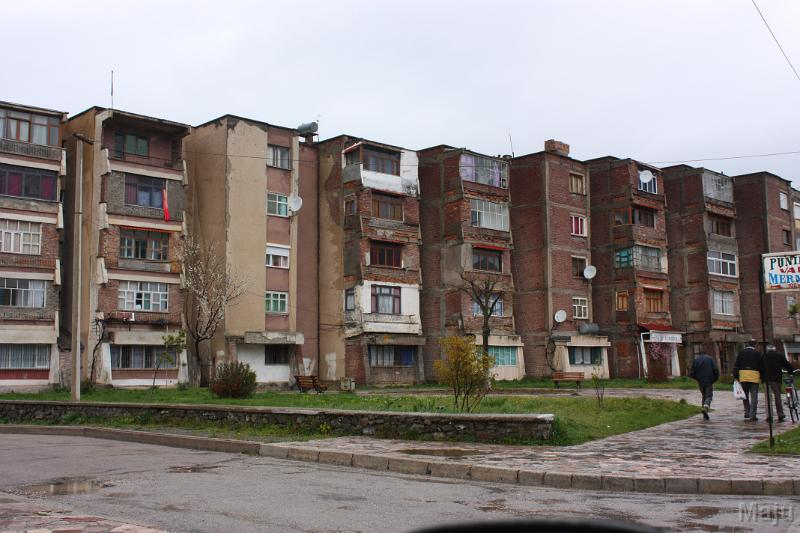
排屋
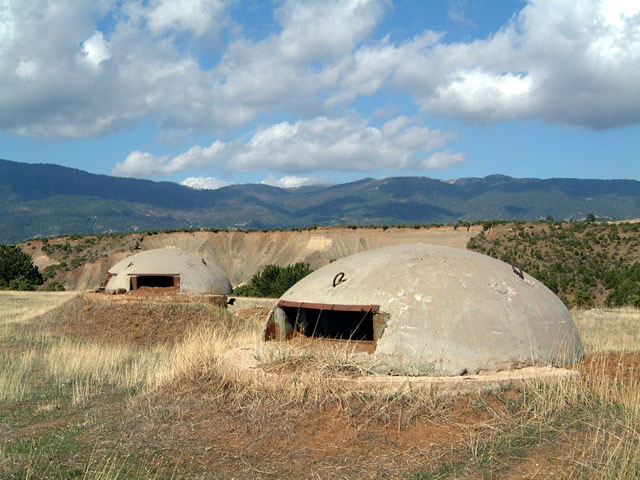
地堡
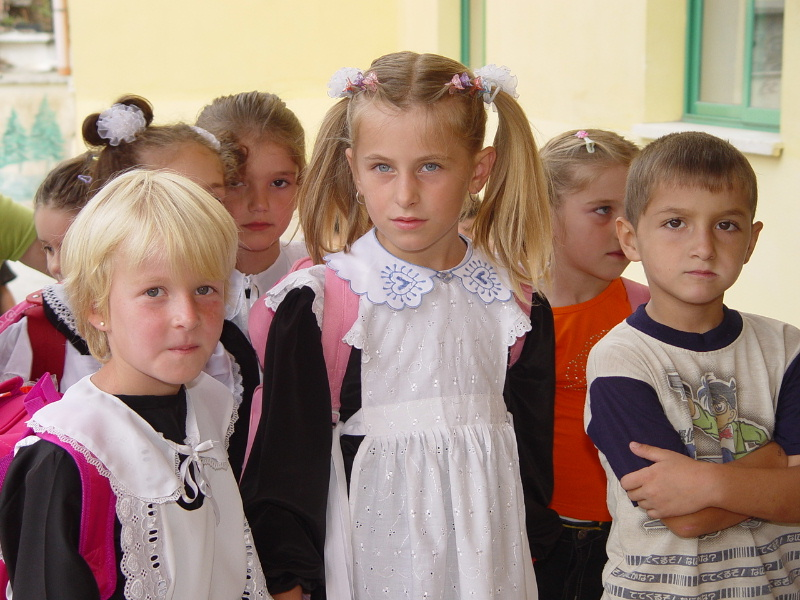
小学生
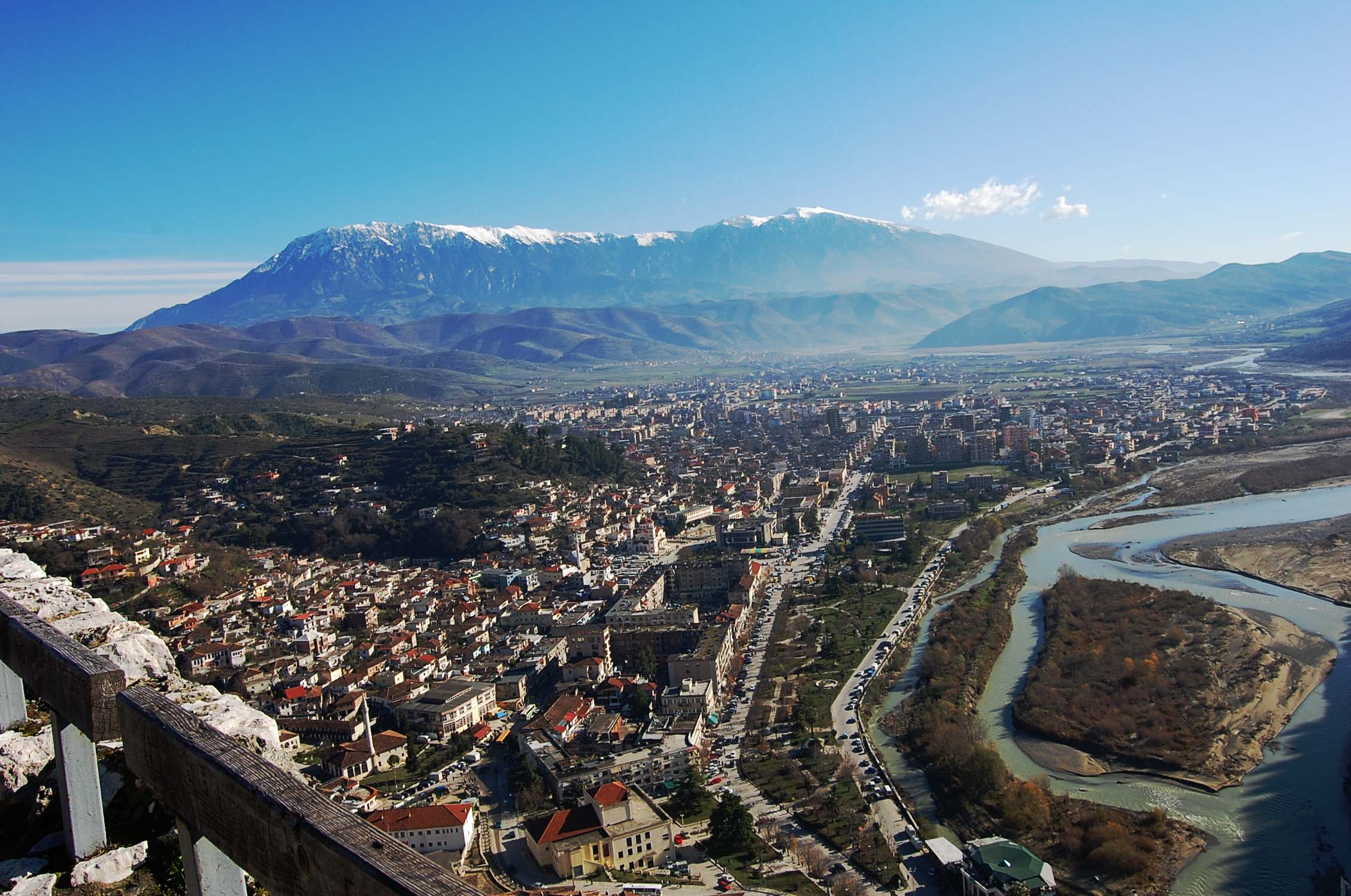
培拉特州

### 引用
1. ↑  
.   [2024-12-07]. （原始内容存档于2024-12-13）.
2. 1 2  2023 Albanian census 2024，第105頁.
3. 1 2 3 4  . World Economic Outlook Database. International Monetary Fund (IMF). April 2022  [2022-06-25]. （原始内容存档于2022-06-25） （英语）.
4. ↑  . World Bank. UNDP.   [2015-07-03]. （原始内容存档于2010-07-23）.
5. ↑   (PDF). UNITED NATIONS DEVELOPMENT PROGRAMME.   [2019-12-22]. （原始内容 (PDF)存档于2018-10-24）.
6. ↑  .   [2011-01-23]. （原始内容存档于2010-01-05）.
7. ↑  .   [2011-01-23]. （原始内容存档于2021-05-03）.
8. ↑  UNDP Albania Practice Area - Poverty Reduction 的存檔，存档日期2013-06-13.
9. ↑  俄罗斯卫星通讯社. . 俄羅斯衛星通訊社. 2018-06-27  [2018-06-27]. （原始内容存档于2021-05-04） （中文）.
10. ↑  .   [2009-04-15]. （原始内容存档于2021-05-03）.
11. ↑  Madrugearu A, Gordon M. The wars of the Balkan Peninsula. Rowman & Littlefield, 2007. p. 146.
12. ↑  Template:Barrington
13. ↑  The Illyrians by J. J. Wilkes, 1992, ISBN 978-0-631-19807-9, page 279,"We cannot be certain that the Arbanon of Anna Comnena is the same as Albanopolis of the Albani, a place located on the map of Ptolemy (3.12)"
14. ↑  Robert Elsei. The Albanian lexicon of Dion Von Kirkman. Earliest reference to the existence of the Albanian language, pp. 113–122.
15. ↑  . pinocacozza.it.   [23 November 2007]. （原始内容存档于30 December 2019）.
16. ↑  Casanova. . Radio-Arberesh.   [13 September 2014]. （原始内容存档于2 April 2010）.
17. 1 2  Matasović, Ranko.  (PDF). Zagreb. 2019: 39  [2022-04-24]. （原始内容存档 (PDF)于2017-09-09）.
18. ↑  Lloshi, Xhevat. . Hinrichs, Uwe; Büttner, Uwe  (编). . Wiesbaden: Otto Harrassowitz Verlag. 1999: 277  [2022-04-24]. ISBN 9783447039390. （原始内容存档于2023-02-03）.
19. ↑  Kristo Frasheri. History of Albania (A Brief Overview). Tirana, 1964.
20. ↑  Lloshi, Xhevat.  (PDF). United Nations Development Programme.   [9 November 2010]. （原始内容 (PDF)存档于9 July 2011）.
21. ↑  Ian Kershew著、林華譯. . 中信出版集團. 2018年12月: 202. ISBN 978-7-5086-8300-3.
22. ↑  1997年3月28日 阿尔巴尼亚发生骚乱 （页面存档备份，存于）人民网，2003.03.28
23. ↑  A Brief History of the Administrative-territorial Organization in Albania 的存檔，存档日期2015-05-24.
24. ↑  . reformaterritoriale.al.   [2017-10-26]. （原始内容存档于2017-06-09） （英语）.
25. ↑  .   [2017-10-26]. （原始内容存档于2017-09-25）.
26. ↑  .   [2016-07-23]. （原始内容存档于2014年1月13日）.
27. ↑   (PDF).   [2010-08-27]. （原始内容 (PDF)存档于2010-09-20）.
28. ↑  . Shekulli.com.al. 2014-01-10  [2014-02-15]. （原始内容存档于2014年1月13日）.
29. ↑  . Reformaterritoriale.al.   [2014-08-15]. （原始内容存档于2017-05-14）.
30. ↑  Eftimi, R.  (PDF). ITA Consult.   [2017-10-26]. （原始内容存档 (PDF)于2011-05-04）.
31. ↑   (PDF).   [2011-07-24]. （原始内容 (PDF)存档于2011-07-24）.
32. ↑  Bolevich, Maria. . newscientist.com. 2017-01-03  [2017-10-26]. （原始内容存档于2017-01-04） （英语）.
33. ↑  . whc.unesco.org: UNESCO.   [2017-10-26]. （原始内容存档于2017-07-11） （英语）. Situated on the shores of Lake Ohrid, the town of Ohrid is one of the oldest human settlements in Europe;  Lake Ohrid is a superlative natural phenomenon, providing refuge for numerous endemic and relict freshwater species of flora and fauna dating from the tertiary period. As a deep and ancient lake of tectonic origin, Lake Ohrid has existed continuously for approximately two to three million years.
34. ↑  . InvestInMacedonia.com.   [2017-06-03]. （原始内容存档于2008年9月14日）.
35. ↑  . Qendrim.forumotion.net. 2009-12-20  [2013-05-05]. （原始内容存档于2015-09-30）.
36. ↑  . Instaar.metapress.com. 2009-11-30  [2010-08-27]. （原始内容存档于2013年8月7日）.
37. ↑  .   [2017-11-29]. （原始内容存档于2017-09-28）.
38. ↑  Ministry of Infrastructure and Energy of Albania.  (PDF). energy-community.org: 2.   [2017-11-29]. （原始内容存档 (PDF)于2022-10-09） （英语）.
39. ↑  . Balkaninsight.com.   [2010-08-27]. （原始内容存档于2010-03-28）.
40. ↑  Enel Albanian Joint Venture Introduces Coal In Albania's Power Mix, Business Monitor Online, 24 February 2009 的存檔，存档日期2012-02-19.
41. ↑  . Power Technology.   [2015-11-03]. （原始内容存档于2015-11-17）.
42. ↑  . （原始内容存档于2016-11-18）.
43. ↑  .   [2017-11-29]. （原始内容存档于2016-11-30）.
44. ↑  . World Diplomacy.   [2014-08-01]. （原始内容存档于2014-08-08）.
45. ↑   (PDF). Eurostat.   [2013-12-14]. （原始内容 (PDF)存档于2013年12月27日）.
46. ↑  Business: Albania, Cyprus register economic growth SEtimes.com （页面存档备份，存于）
47. ↑  強勁的經濟增長潛力將阿爾巴尼亞和巴拿馬列入長期投資名單，Propertywire.com （页面存档备份，存于）
48. ↑  International Monetary Fund (IMF), 9 October 2010. Albania and the IMF （页面存档备份，存于）
49. ↑   (PDF). Instituti i Statistikave – Tiranë.   [2016-05-06]. （原始内容 (PDF)存档于2016年12月20日）.
50. ↑   (PDF).   [2009-12-29]. （原始内容存档 (PDF)于2009-12-27）.
51. ↑  . measuredhs.com.   [2014-09-13]. （原始内容存档于2011-08-16）.
52. ↑  . CIA – The World Factbook.   [2017-10-25]. （原始内容存档于2014-07-13）.
53. ↑  . 2024-12-11  [2024-12-11]. （原始内容存档于2024-12-11） （英语）.
54. ↑  . bloomberg.com. 2016-04-06  [2017-10-25]. （原始内容存档于2021-04-18） （英语）.
55. ↑  . agroweb.org. 2017-05-01  [2017-10-25]. （原始内容存档于2017-09-17） （英语）.
56. ↑  Albania: People, CIA World Factbook, 2012. Retrieved on 6 April 2012
57. ↑  Women, Men and shefit's in Albania 2006, Instat, Tirana, 2007 的存檔，存档日期2012-03-21.
58. ↑  Kosta Barjarba.  (PDF). （原始内容 (PDF)存档于2012-11-14）.
59. ↑  "Albania: Looking Beyond Borders （页面存档备份，存于）". Migration Policy Institute.
60. ↑  . Republic of Albania Institute of Statistics. （原始内容存档于2017年7月13日）.
61. 1 2
62. ↑  . Advisory Committee on the Framework for the Protection of National Minorities.   [2017-06-29]. （原始内容存档于2017-10-14）.
63. ↑  United Nations High Commissioner for Refugees. . UNHCR. 2005-05-11  [2013-05-05]. （原始内容存档于2013-04-16）.
64. ↑  . Radio Free Europe/Radio Liberty, Incorporated. 1993  [2012-12-22]. （原始内容存档于2013-02-24）. Albanian officials alleged that the priest was promoting irredentist sentiments among Albania's Greek minority – estimated at between 60,000 and 300,000.
65. ↑  Robert Bideleux; Ian Jeffries. . Routledge. 2006-11-15: 49  [2013-09-06]. ISBN 978-0-203-96911-3. （原始内容存档于2014-01-08）. The Albanian government claimed that there were only 60,000, based on the biased 1989 census, whereas the Greek government claimed that there were upwards of 300,000. Most Western estimates were around the 200,000 mark ...
66. ↑  Sabrina P. Ramet. . Duke University Press. 1998: 222  [2013-09-06]. ISBN 978-0-8223-2070-8. （原始内容存档于2014-01-08）. that between 250,000 and 300,000 Orthodox Greeks reside in Albania
67. ↑  Ian Jeffries. . Routledge. 2002: 69  [2013-09-06]. ISBN 978-0-415-23671-3. （原始内容存档于2014-01-08）. It is difficult to know how many ethnic Greeks there are in Albania. The Greek government, it is typically claimed, says that there are around 300,000 ethnic Greeks in Albania, but most Western estimates are around the 200,000 mark.
68. ↑  Europa Publications. . Taylor & Francis. 2008-06-24  [2012-12-22]. ISBN 978-1-85743-452-1. （原始内容存档于2013-02-24）. ... and Greece formally annulled claims to North Epirus (southern Albania), where there is a sizeable Greek minority. ... strained by concerns relating to the treatment of ethnic Greeks residing in Albania (numbering an estimated 300,000) ...
69. ↑  . The Institute of Statistics of Republic of Albania.   [2014-04-05]. （原始内容存档于2013-11-13）.
70. ↑  . CIA.   [2014-09-13]. （原始内容存档于2010-01-17）.
71. ↑  . U.S. Department of State.   [2014-09-13]. （原始内容存档于2018-03-24）.
72. ↑   (PDF). www.state.gov. United States Department of State: 5.   [2015-10-20]. （原始内容存档 (PDF)于2019-04-11）. Ethnic Greek minority groups had encouraged their members to boycott the census, affecting measurements of the Greek ethnic minority and membership in the Greek Orthodox Church.
73. ↑  .   [2010-10-31]. （原始内容存档于2009-01-23）.
74. ↑  . worldatlas.   [2018-08-22]. （原始内容存档于2021-05-03）.
75. ↑  . Kathimerini.   [2017-06-12]. （原始内容存档于2018-07-29）. .5% speak it as first language.
76. 1 2  . Kathimerini.   [2017-06-12]. （原始内容存档于2020-08-04）.
77. ↑  Bugajski, Janusz.  With a new postscript. Armonk, N.Y.: M.E. Sharpe. 1995: 268  [2018-08-22]. ISBN 9781563242823. （原始内容存档于2019-07-13）. The stalinist regime of Enver Hoxha imposed a ruthless dictatorship in the country the lasted with little respite...
78. ↑  . DW. 2010  [2018-08-22]. （原始内容存档于2021-05-01）.
79. ↑  Nitsiakos, Vasilēs G. . LIT Verlag Münster. 2011: 150  [2018-08-22]. ISBN 9783643800923. （原始内容存档于2024-10-06） （英语）. in the Albanian south... The Greek language is spoken by an important percentage of the Albanians of the south.
80. ↑   (PDF). Albanian Institute of Statistics. 2018-05-10  [2018-05-23]. （原始内容存档 (PDF)于2018-08-22）.
81. ↑  Gjovalin Shkurtaj. . Naimi. 2017: 15–16. ISBN 9789928234049. Sic u permend me lart, per shkak te shkaqeve kulturore dhe ekonomike, trendet e mesimit te gjuheve nga te rinjte (grupmosha deri ne 25 vjec) ndryshojne. Keto trende jane percaktues i nje sere fenomeneve shoqerore, sic do te shohim me tej.  Keshtu nga viti 2000 e ketej, gjuha angleze, gjermane dhe ajo turke kane pasur nje rritje te interest. Gjuha italiane, por edhe ajo franceze kane pasur nje stabilitet, pra as rritje dhe as ulje te interesit te pergjithshem nga ana e grupmoshes te siperpermendur. Vihet re se gjuha greke ka pesuar nje renie te forte te interesit. Ne fakt, shumica e interesit ka rene per kete gjuhe. Arsyet per kete gjuhe specifike do ti trajtojme me tej ne kapitulin e trete.
82. ↑  . albinfo.ch. albinfo. 2014-04-10  [2018-05-26]. （原始内容存档于2021-05-03）.
83. ↑  . voal.ch. voal. 2016-10-05  [2018-05-26]. （原始内容存档于2021-05-03）.
84. ↑  Bledi Mane. . gazetatema.net. TemA. 2011-09-17  [2018-05-26]. （原始内容存档于2021-05-03）.
85. ↑  UNESCO. . ich.unesco.org.   [2017-11-30]. （原始内容存档于2021-09-24） （英语）.
86. ↑  . shekulli.com.al.   [2016-07-23]. （原始内容存档于2016-08-29）.
87. ↑  . ocnal.   [2016-11-12]. （原始内容存档于2021-05-03）.
88. ↑  . The Economist. 2016-05-28  [2016-05-28]. （原始内容存档于2017-09-17）.
89. ↑  . Telegrafi.   [2016-12-07]. （原始内容存档于2021-05-03）.
90. ↑  Leyla Belkaid, , Jill Condra  (编),  I, ABC-CLIO: 16, 2013  [2017-11-30], ISBN 9780313376368, （原始内容存档于2024-10-06）
91. ↑  Encyclopedia of Indo-European Culture By J. P. Mallory, Douglas Q. Adams Edition: illustrated Published by Taylor & Francis, 1997 ISBN 978-1-884964-98-5, ISBN 978-1-884964-98-5 ("Although there are some lexical items that appear to be shared between Romanian (and by extension Dacian) and Albanian, by far the strongest connections can be argued between Albanian and Illyrian." page 11)
Concise Encyclopedia of Languages of the World By Keith Brown, Sarah Ogilvie Contributor Keith Brown, Sarah Ogilvie Edition: illustrated Published by Elsevier, 2008 ISBN 978-0-08-087774-7, ISBN 978-0-08-087774-7 ("Albanian constitutes a single branch of the Indo-European family of languages. It is often held to be related to Illyrian, a poorly attested language spoken in the Western Balkans in classical times" page 22)
92. ↑  . The Linguist List.   [2008-01-27]. （原始内容存档于2008-02-03）. An ancient language of Southern Balkans, belonging to the Satem group of Indo-European. This language is the most likely ancestor of modern Albanian (which is also a Satem language), though the evidence is scanty. 1st Millennium BC – 500 AD.
93. ↑  Dushku, Eliza. . The Huffington Post. 2011-09-02  [2012-03-11]. （原始内容存档于2017-10-26）.
94. ↑  . www.aqshf.gov.al.   [2018-08-22]. （原始内容存档于2021-05-03）.
95. ↑  UNESCO. . whc.unesco.org.   [2017-11-30]. （原始内容存档于2017-07-11） （英语）.
96. ↑  UNESCO. . whc.unesco.org.   [2017-11-30]. （原始内容存档于2017-07-11） （英语）.
97. 1 2  . www.albanianart.net.   [2015-11-22]. （原始内容存档于2016-10-18）.
98. ↑   (PDF). UNDP. 25 April 2018  [2018-12-15]. （原始内容 (PDF)存档于2018-05-05）.
99. ↑  .   [2018-12-15]. （原始内容存档于2013-07-08）.
100. ↑  .   [2018-12-15]. （原始内容存档于2015-05-16）.
101. ↑  .   [2018-12-15]. （原始内容存档于2017-07-29）.
102. ↑  .   [2018-12-15]. （原始内容存档于2015-09-24）.
103. ↑  . orthodoxalbania.org.   [22 January 2014]. （原始内容存档于14 July 2014）.
104. ↑  .   [2018-12-15]. （原始内容存档于2015-09-24）.
105. ↑  . Shqiperia.com.   [2018-12-15]. （原始内容存档于2020-09-26）.
106. ↑  . orthodoxalbania.org.   [22 January 2014]. （原始内容存档于14 July 2014）.
107. ↑  . Tirana Times. 19 December 2012. （原始内容存档于28 May 2014）.

### 书籍
- The Peoples of Europe, Oxford University Press, 1991.

## 相關
- 阿尔巴尼亚军事
- 阿尔巴尼亚通讯
- 阿尔巴尼亚交通